# As (karta)

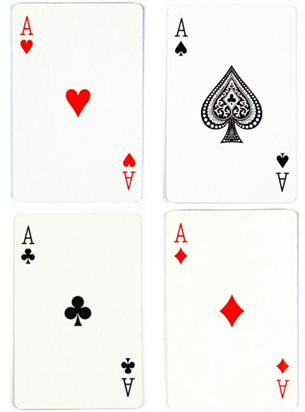
Cztery asy

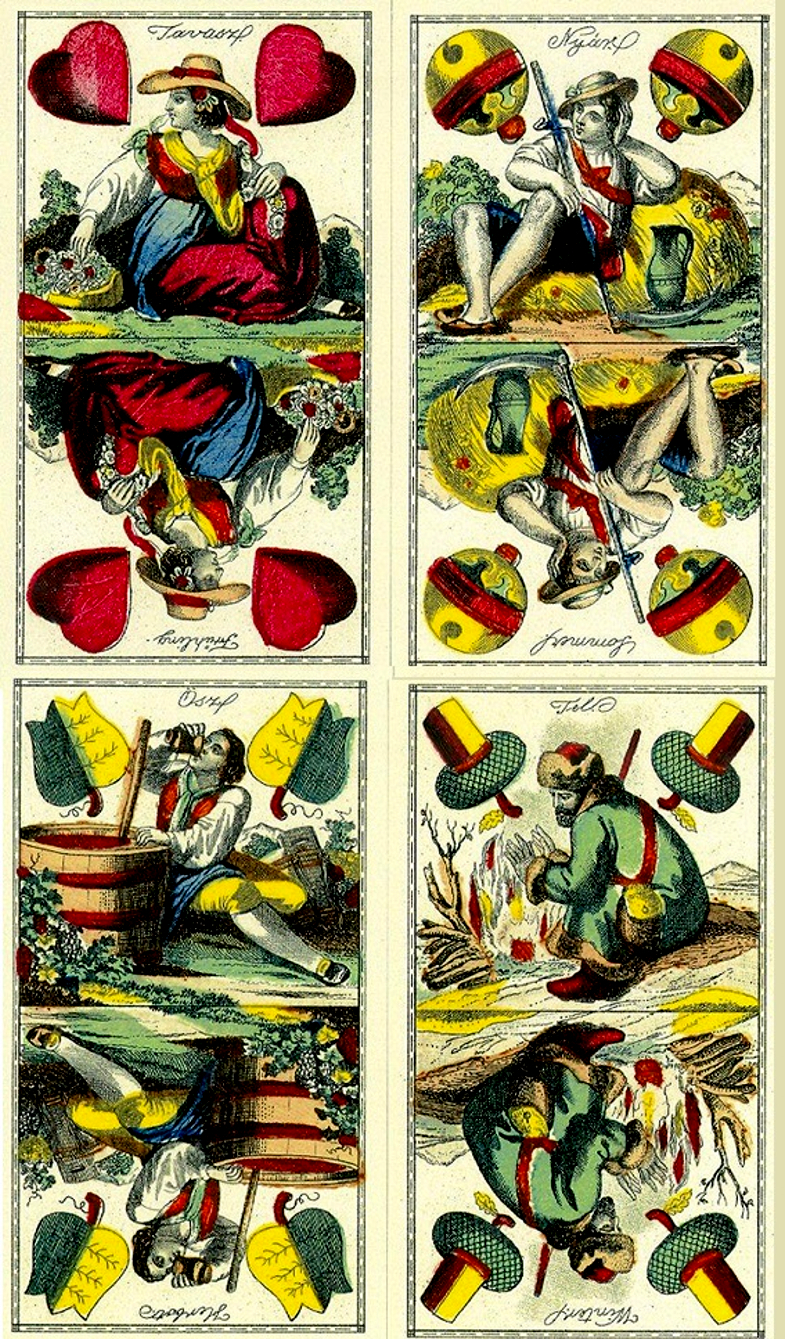
Cztery tuzy z talii polskiej

As – karta do gry przedstawiająca zwykle pojedynczy symbol danego koloru karcianego. W porewolucyjnej hierarchii ważności kart as funkcjonuje zwykle jako najstarsza (liczona jako 14) albo, co rzadsze, lecz zgodne z jego tradycyjną funkcją, najmłodsza karta (liczona jako 1); umiejscowiony jest albo po królu, albo przed dwójką. Talia kart do gry zawiera cztery asy, po jednym w każdym kolorze (trefl, karo, kier i pik). 
Odpowiednikiem asa w tradycyjnych kartach polskich jest tuz (nazwa ta żargonowo odnosi się także do samego asa); tuz jest również odpowiednikiem francuskiej blotki dwójki (dobrze to widać w najstarszych taliach, gdzie jest piątka, czwórka i trójka). W talii The Fairy Tarot występuje oddzielnie karta asa i tuza.

## Oznaczanie asów
As posiada różne oznaczenia, w zależności od tego, w jakiej wersji językowej wyprodukowano daną talię:
- w wersjach polskiej, angielskiej, holenderskiej i niemieckiej – A (od as, ace, aas i Ass) - najpowszechniej używane oznaczenie
- w wersji francuskiej – 1
- w wersji szwedzkiej - E (od ess)
- w wersji rosyjskiej - Т (od туз, tuz)

## Wygląd asów

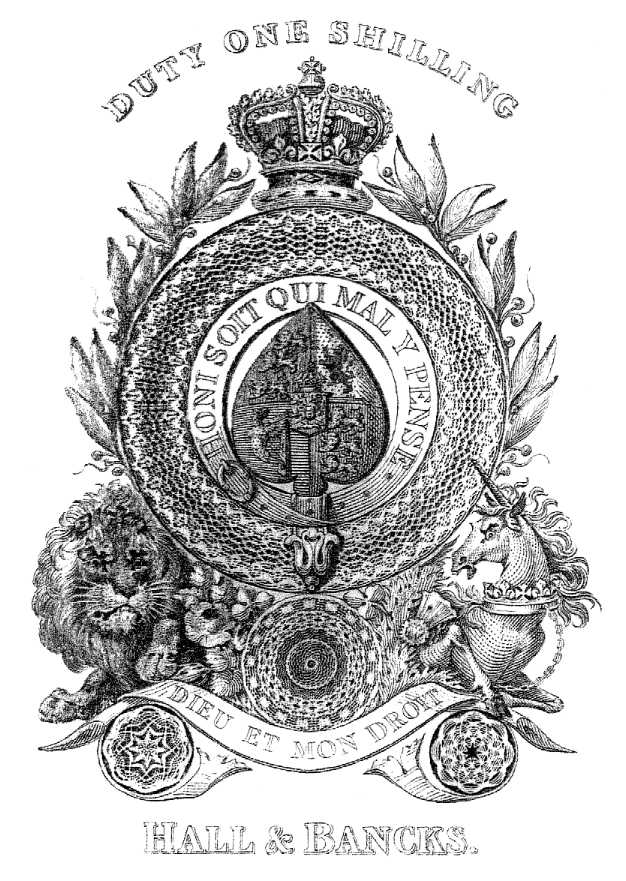
As Pik

Wersja polska, angielska, holenderska i niemiecka

As Pik
As Kier
As Trefl
As Karo

As Pik
As Kier
As Trefl
As Karo

Wersja Francuska

As Pik
As Kier
As trefl
As Karo

Wersja Rosyjska
- As Pik
- As Kier
- As Trefl
- As Karo

Ze wzoru Bergamo

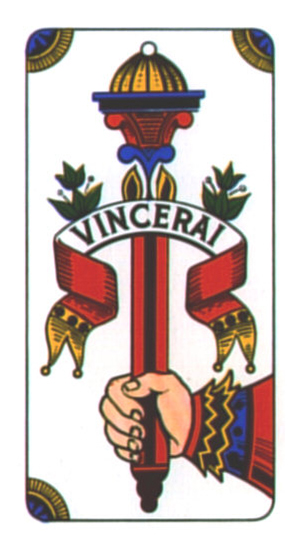
Jedynka maczug
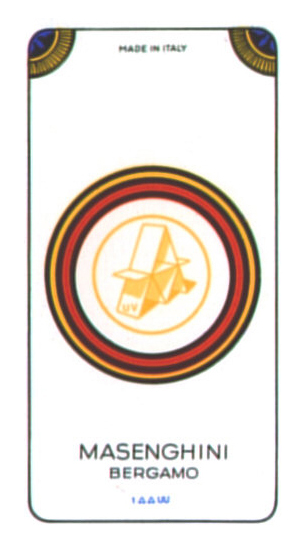
Jedynka monet
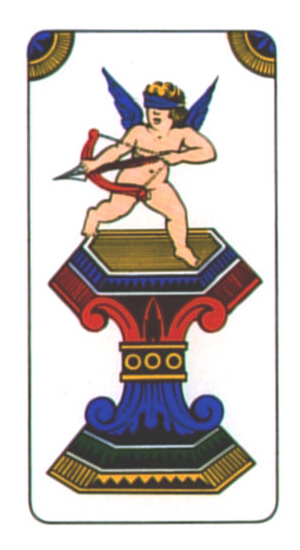
Jedynka kielichów
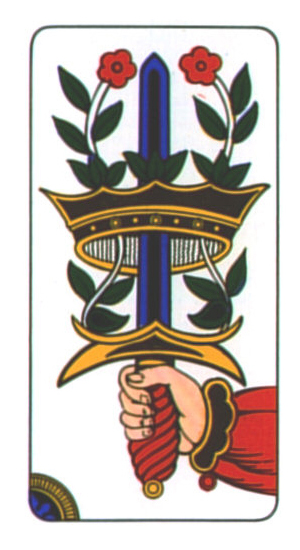
Jedynka mieczy

Z talii Trappola

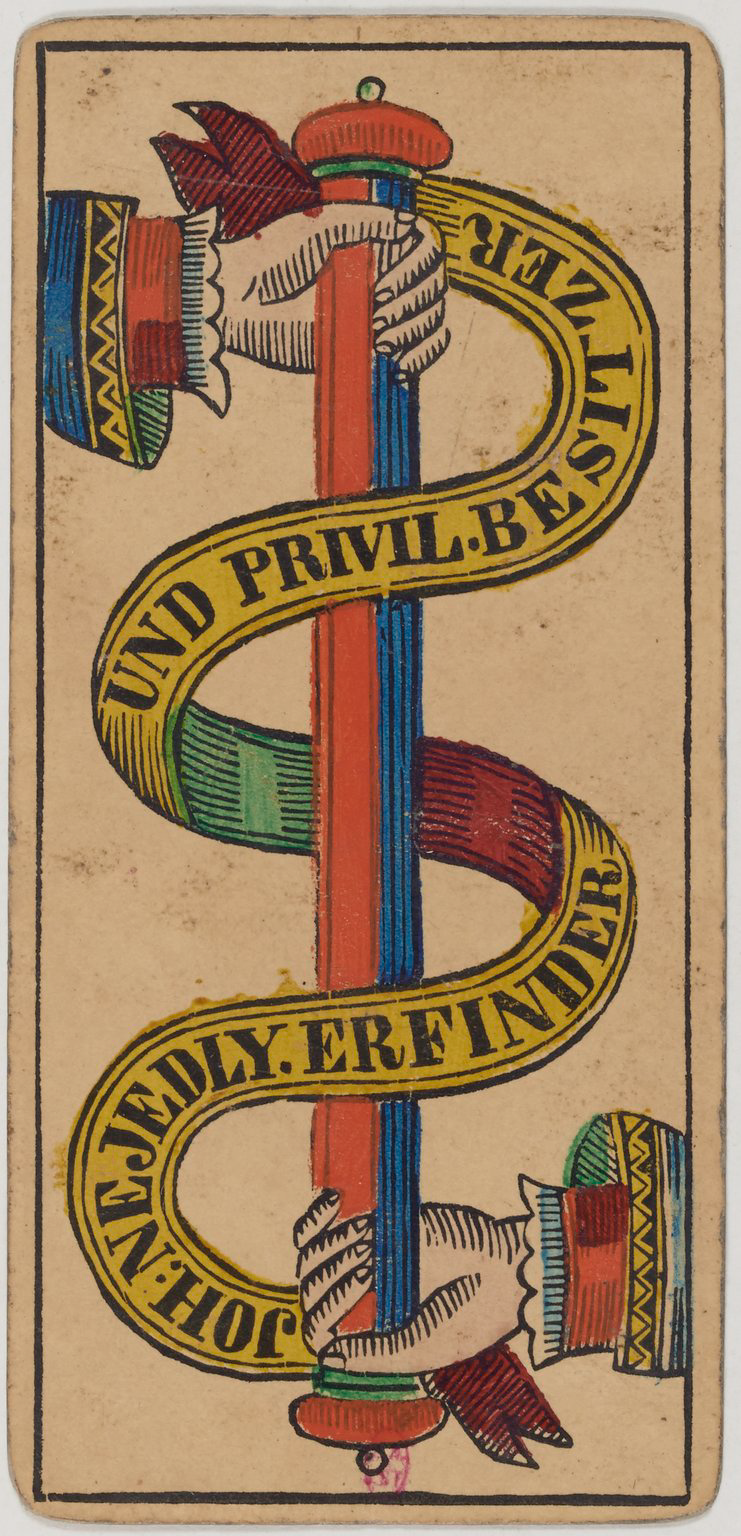
Jedynka maczug
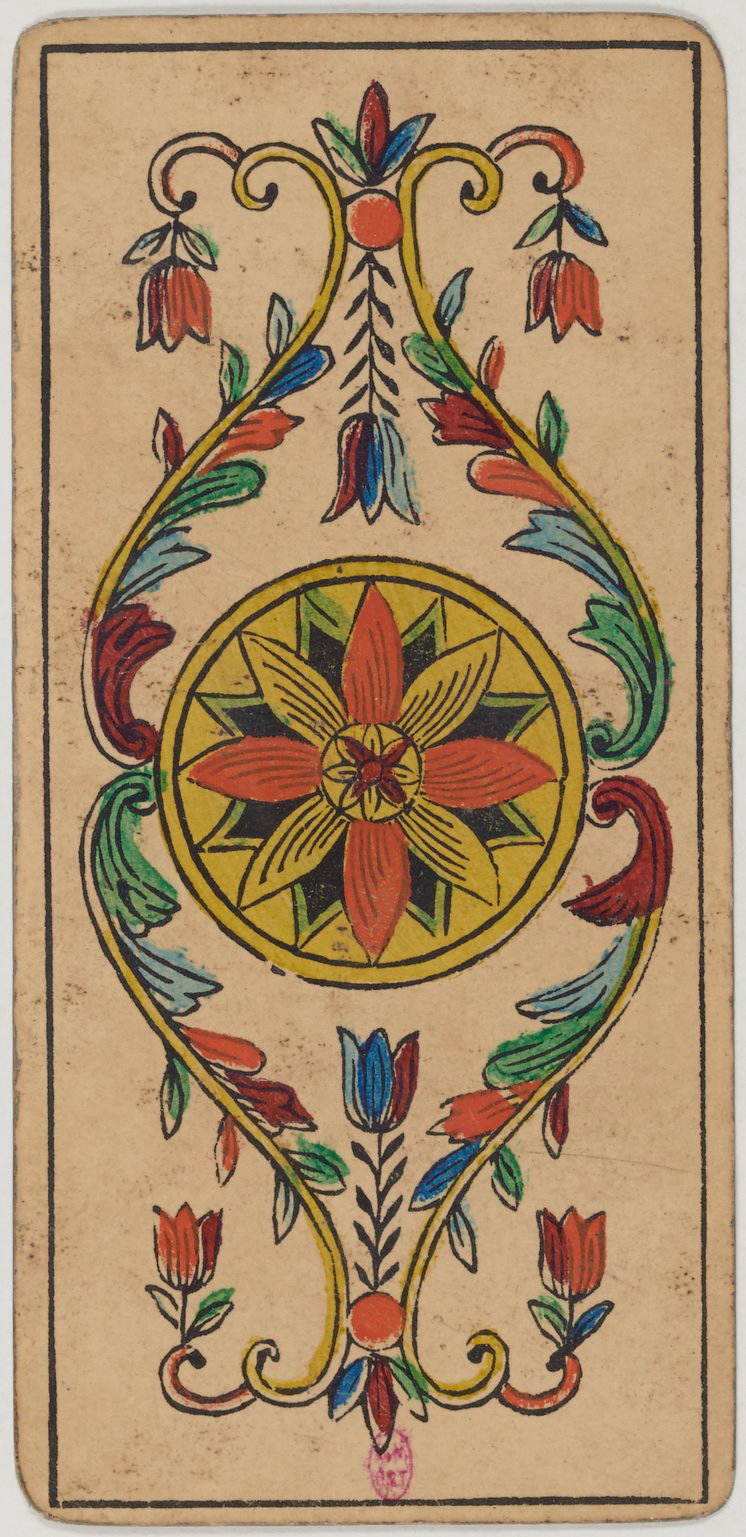
Jedynka kwiatów
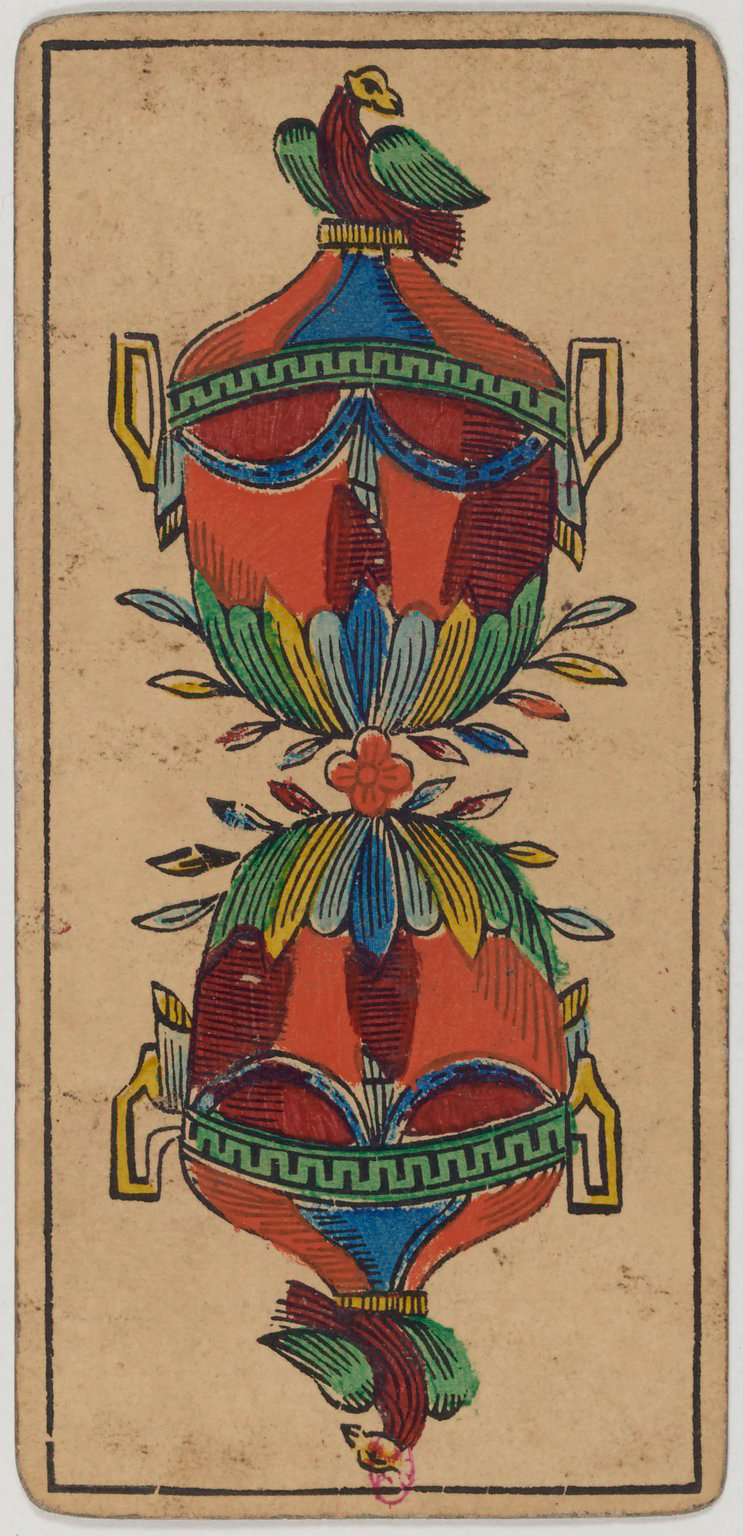
Jedynka kielichów
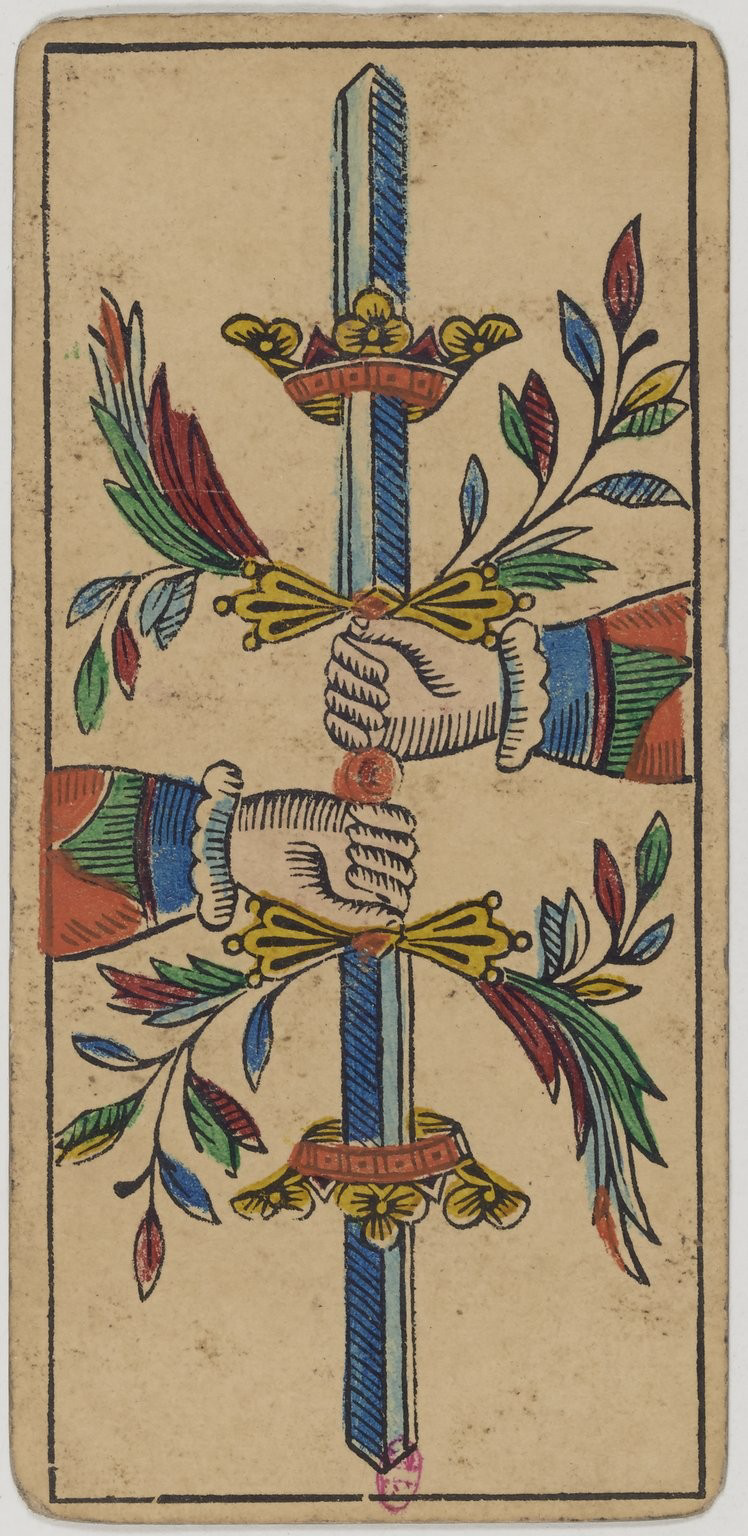
Jedynka mieczy

Z tarota marsylskiego

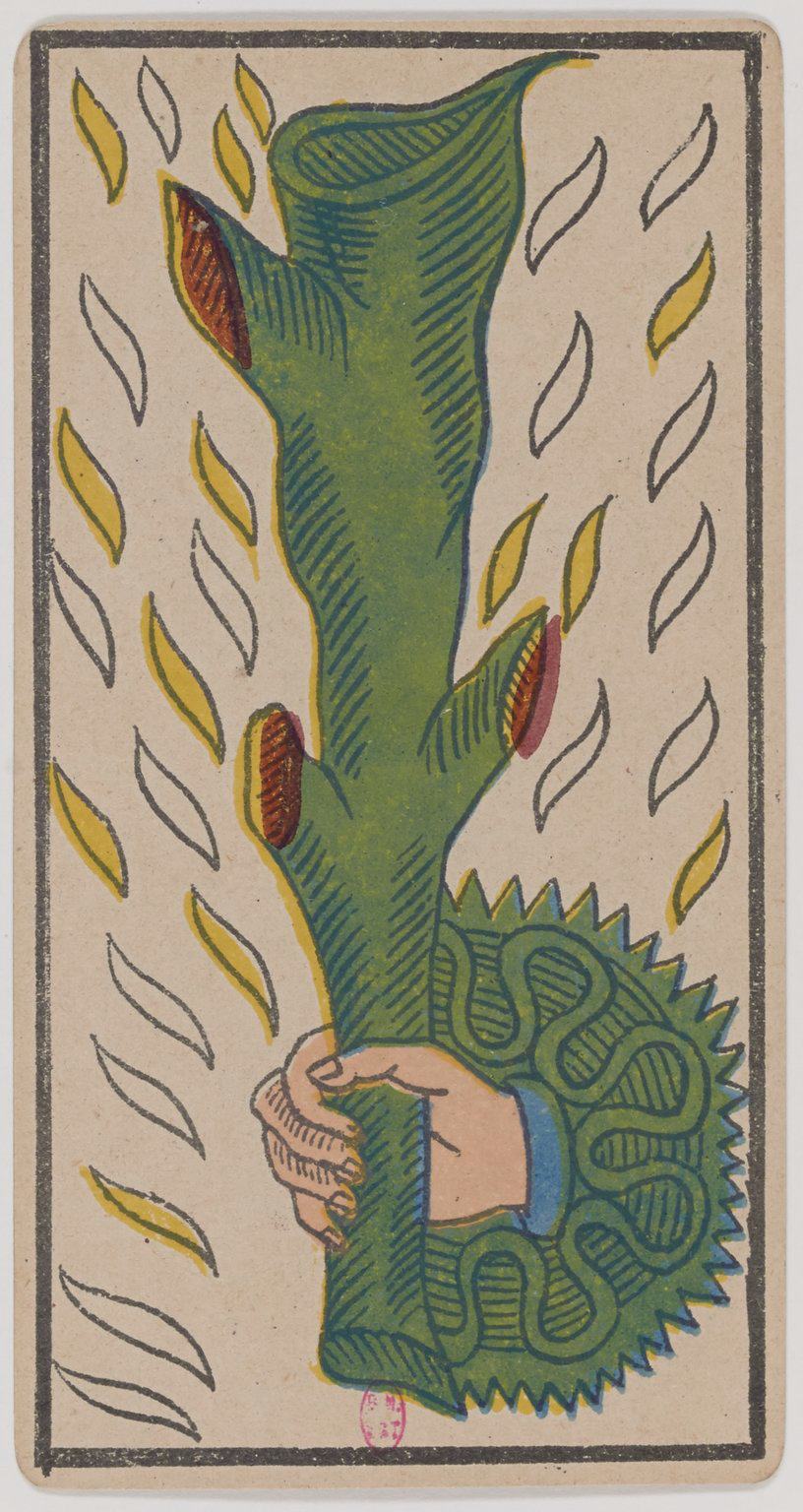
Jedynka maczug
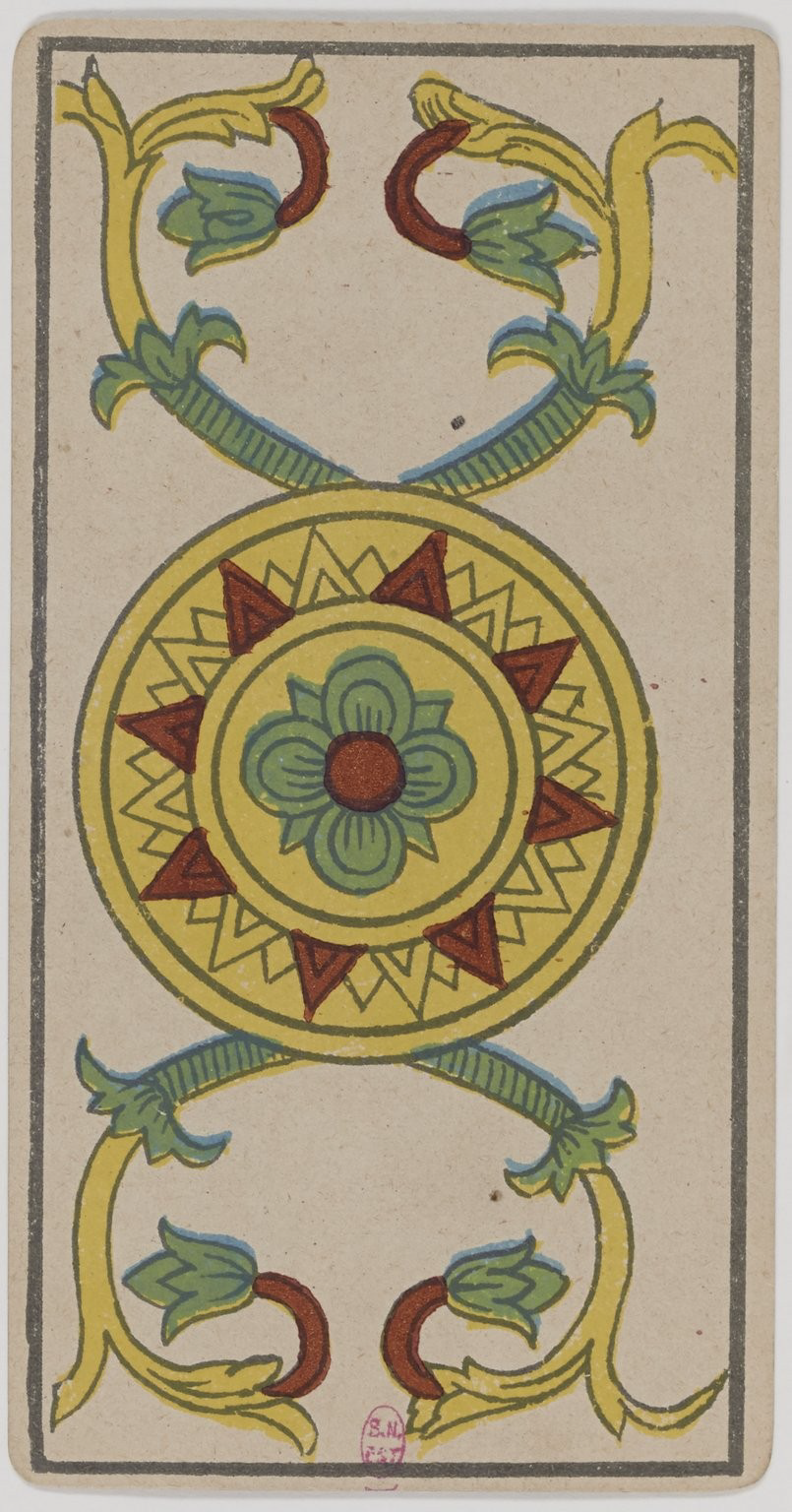
Jedynka monet
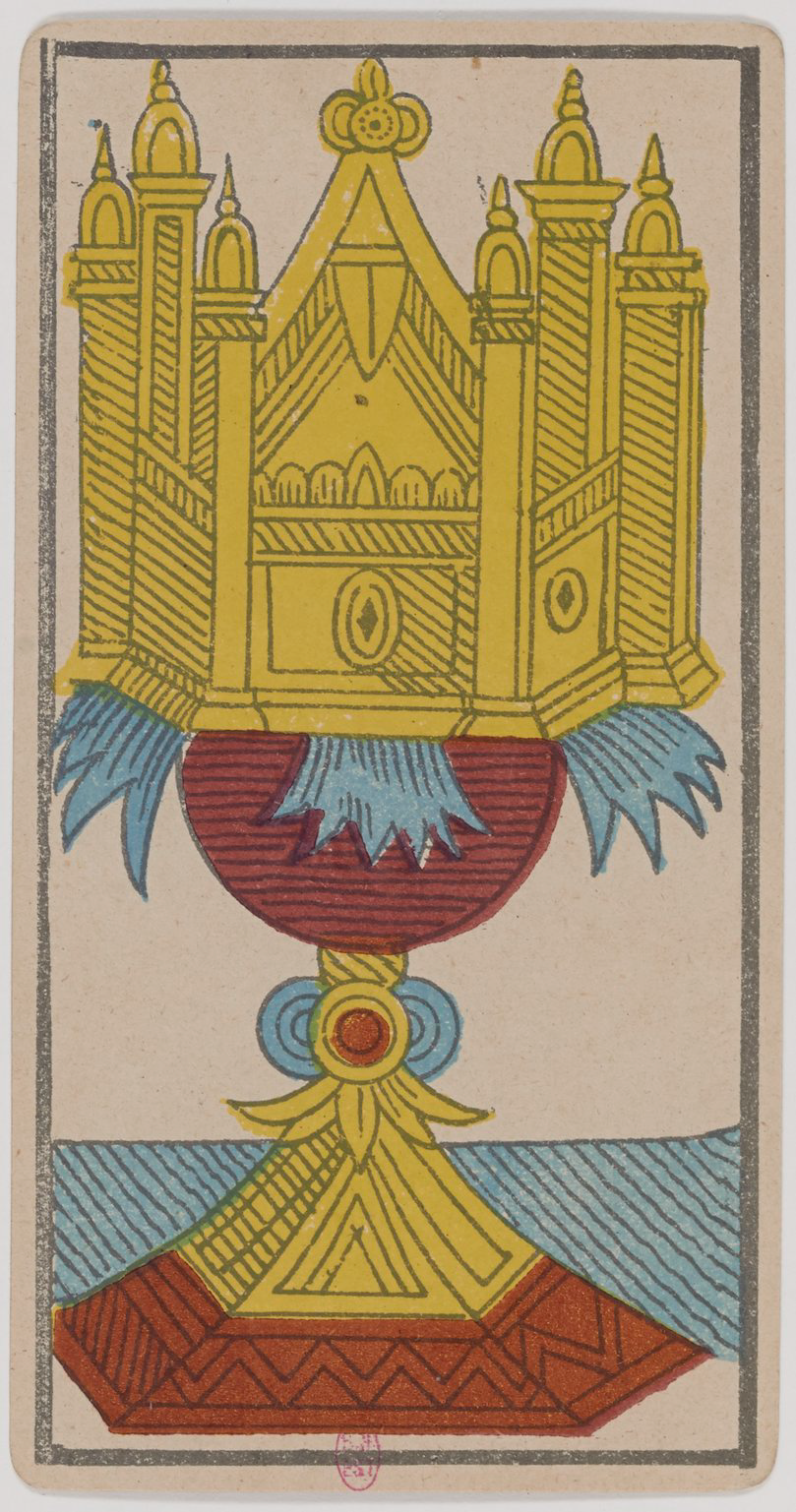
Jedynka kielichów
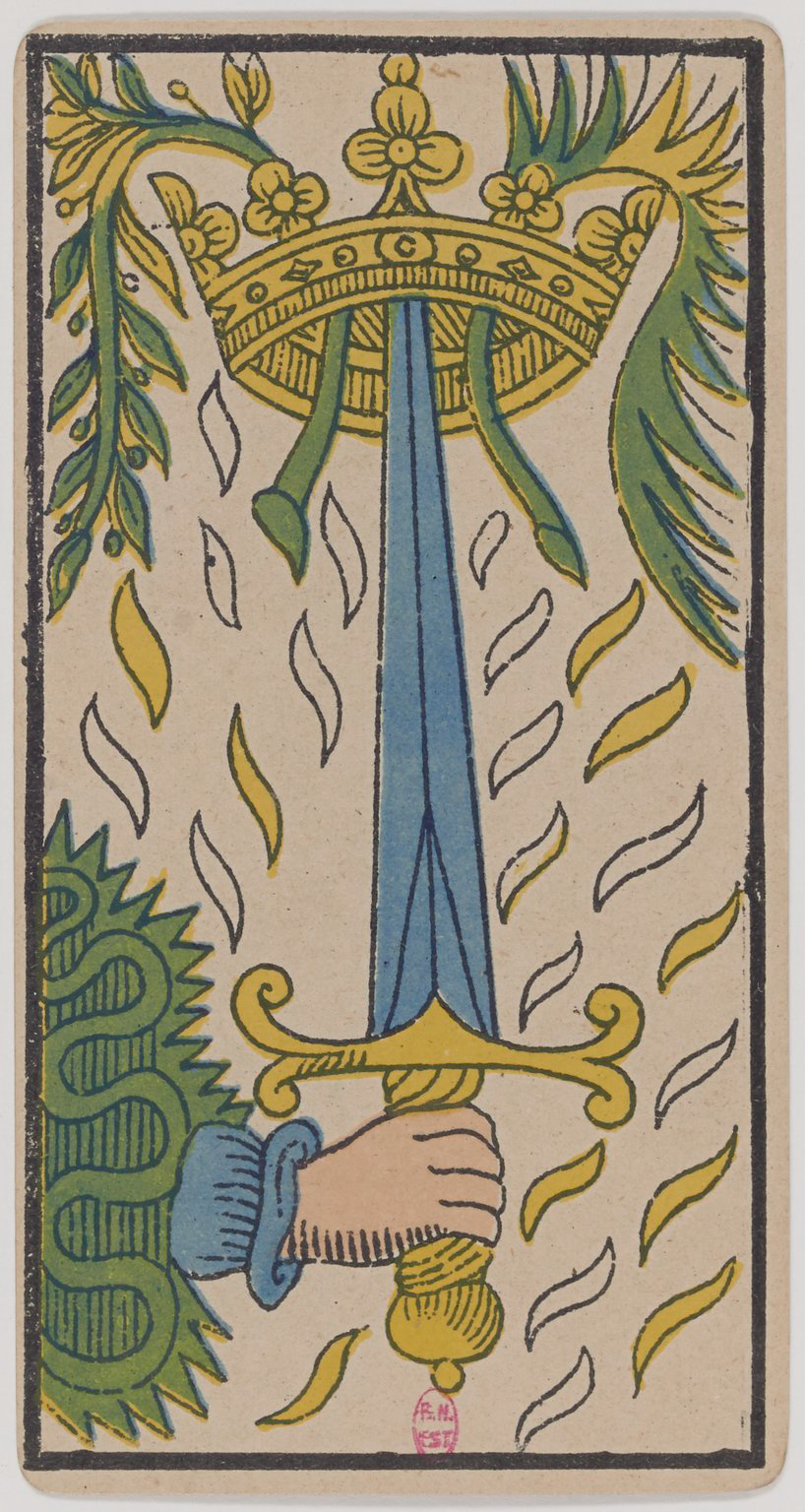
Jedynka mieczy

Z tarota Minchiate

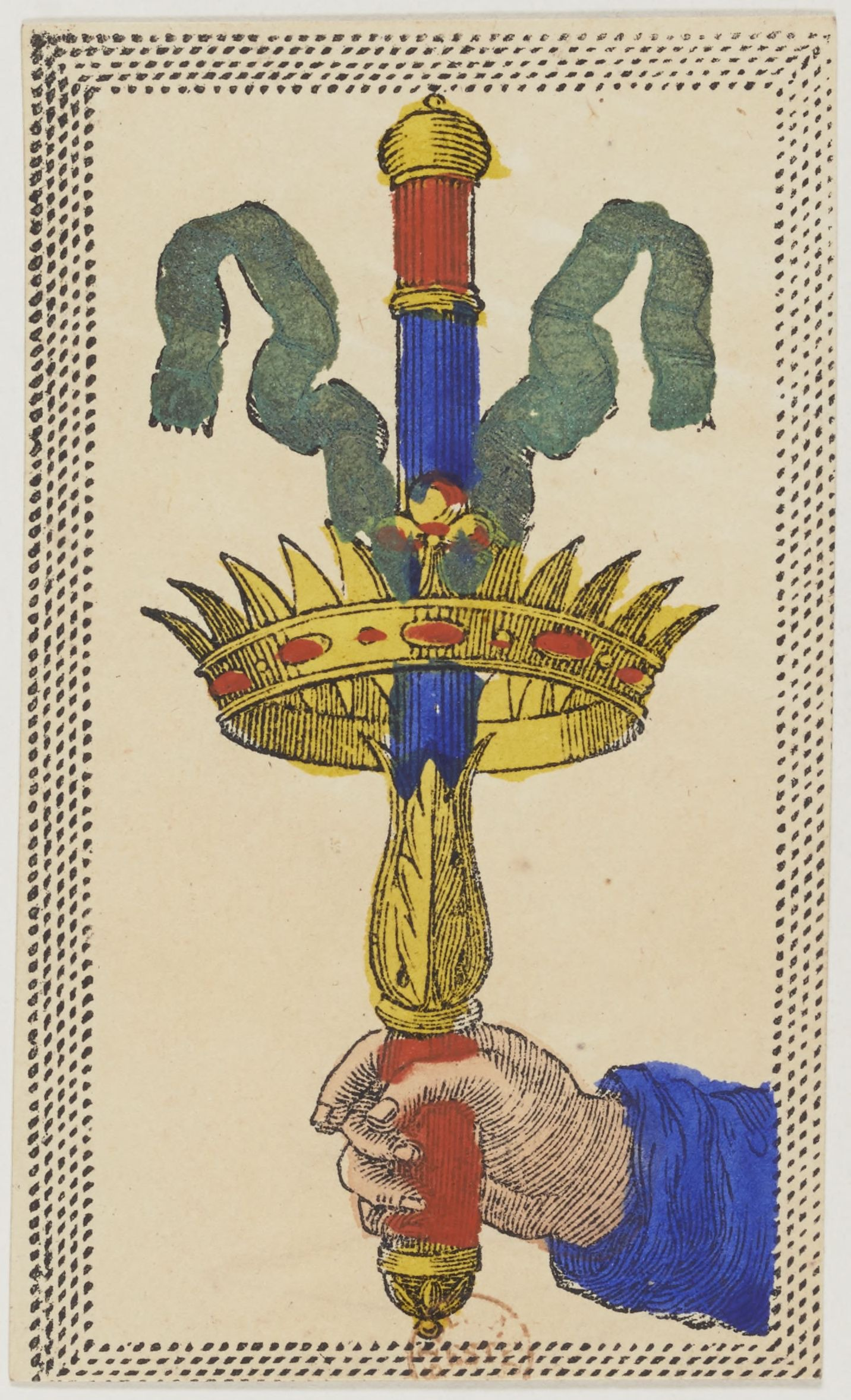
Jedynka maczug
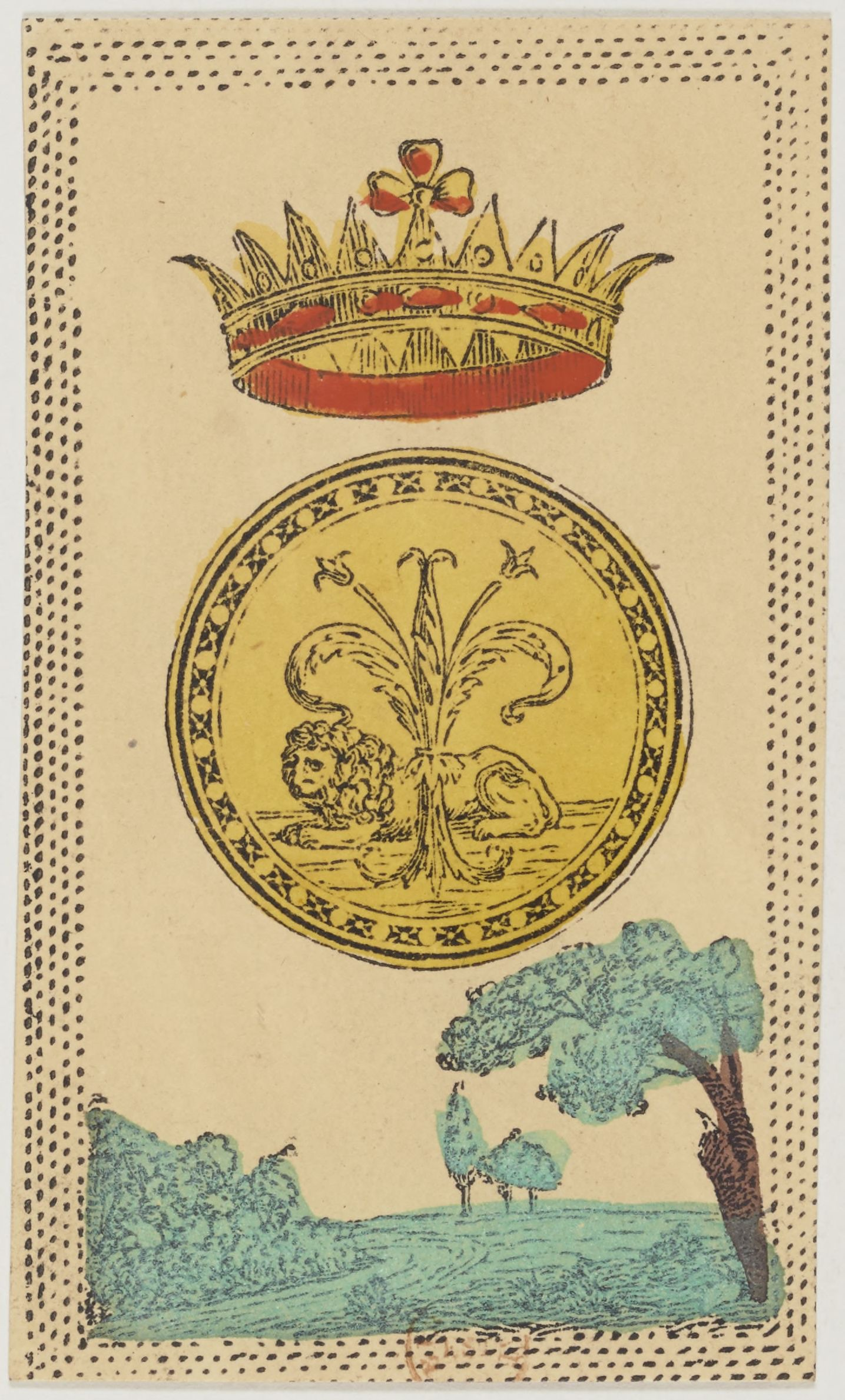
Jedynka monet
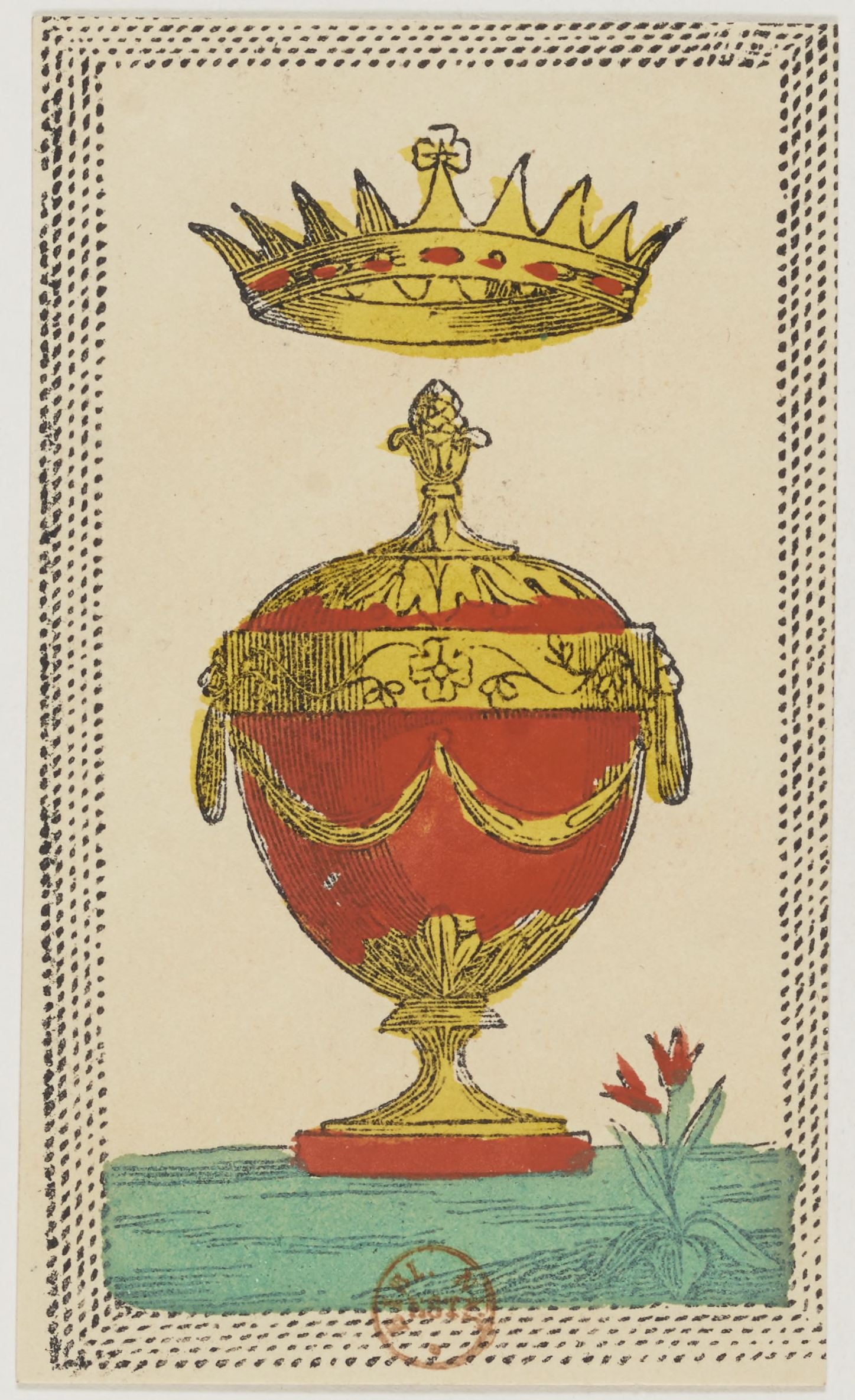
Jedynka kielichów
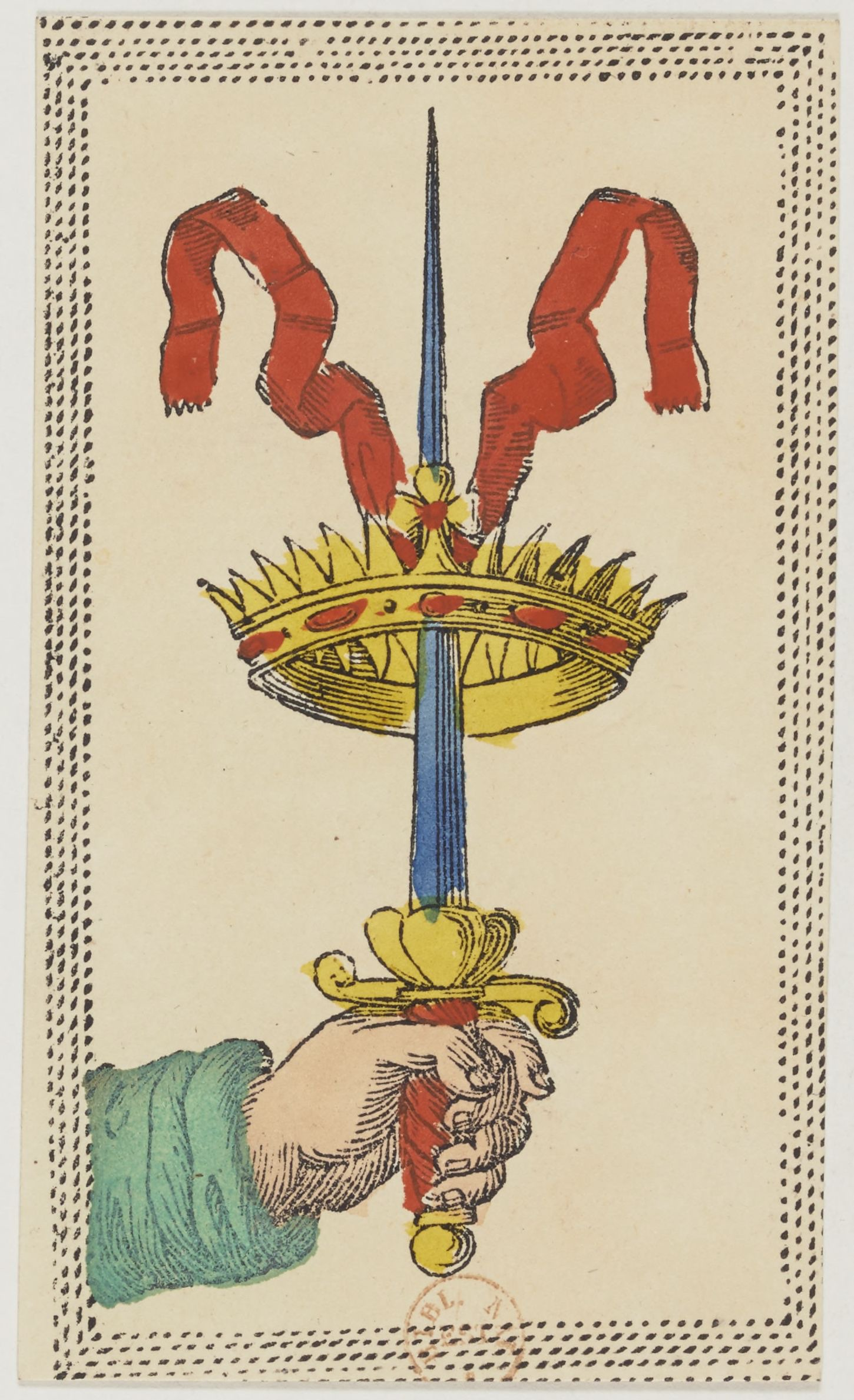
Jedynka mieczy

Ze wzoru neapolitańskiego

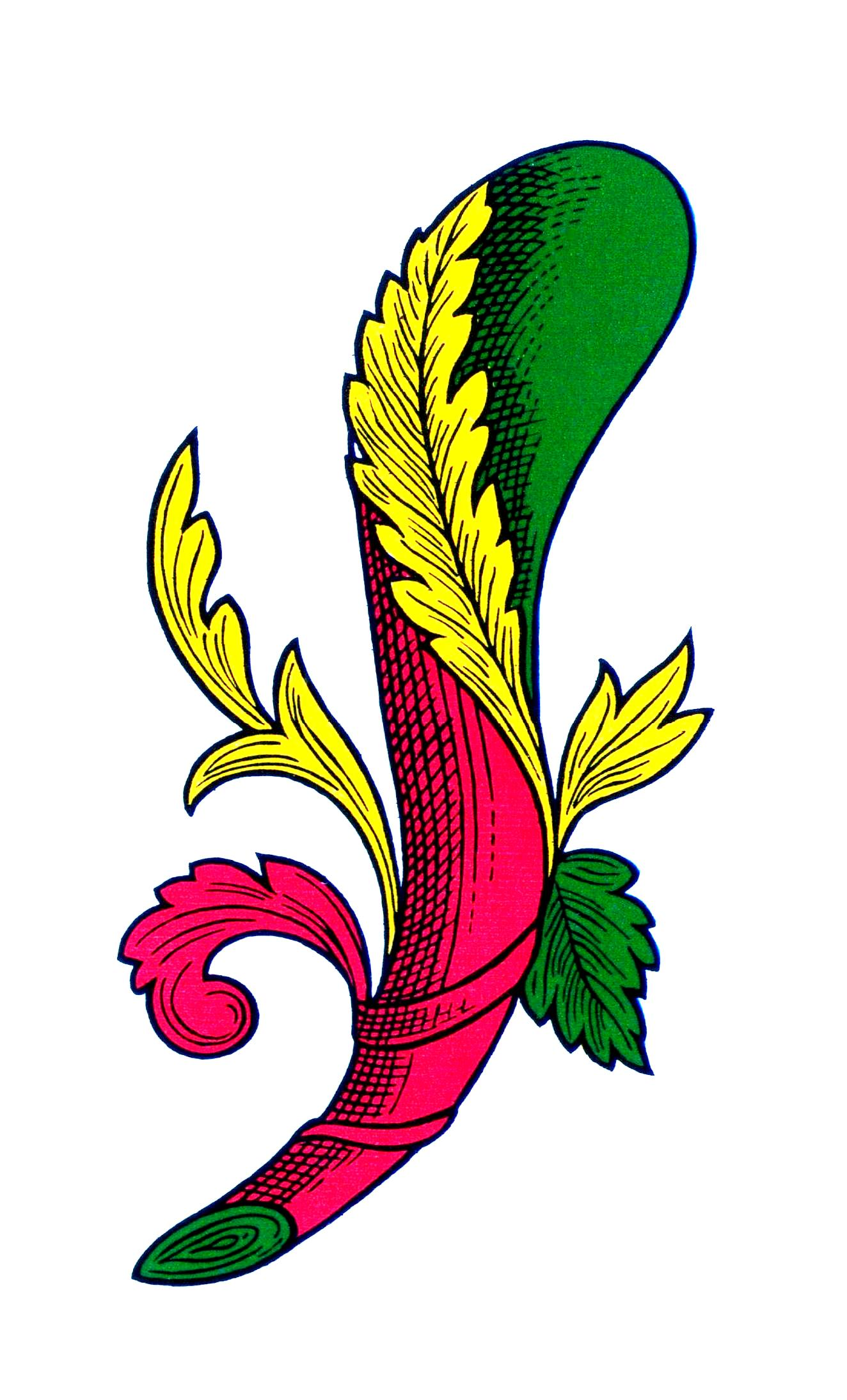
Jedynka maczug
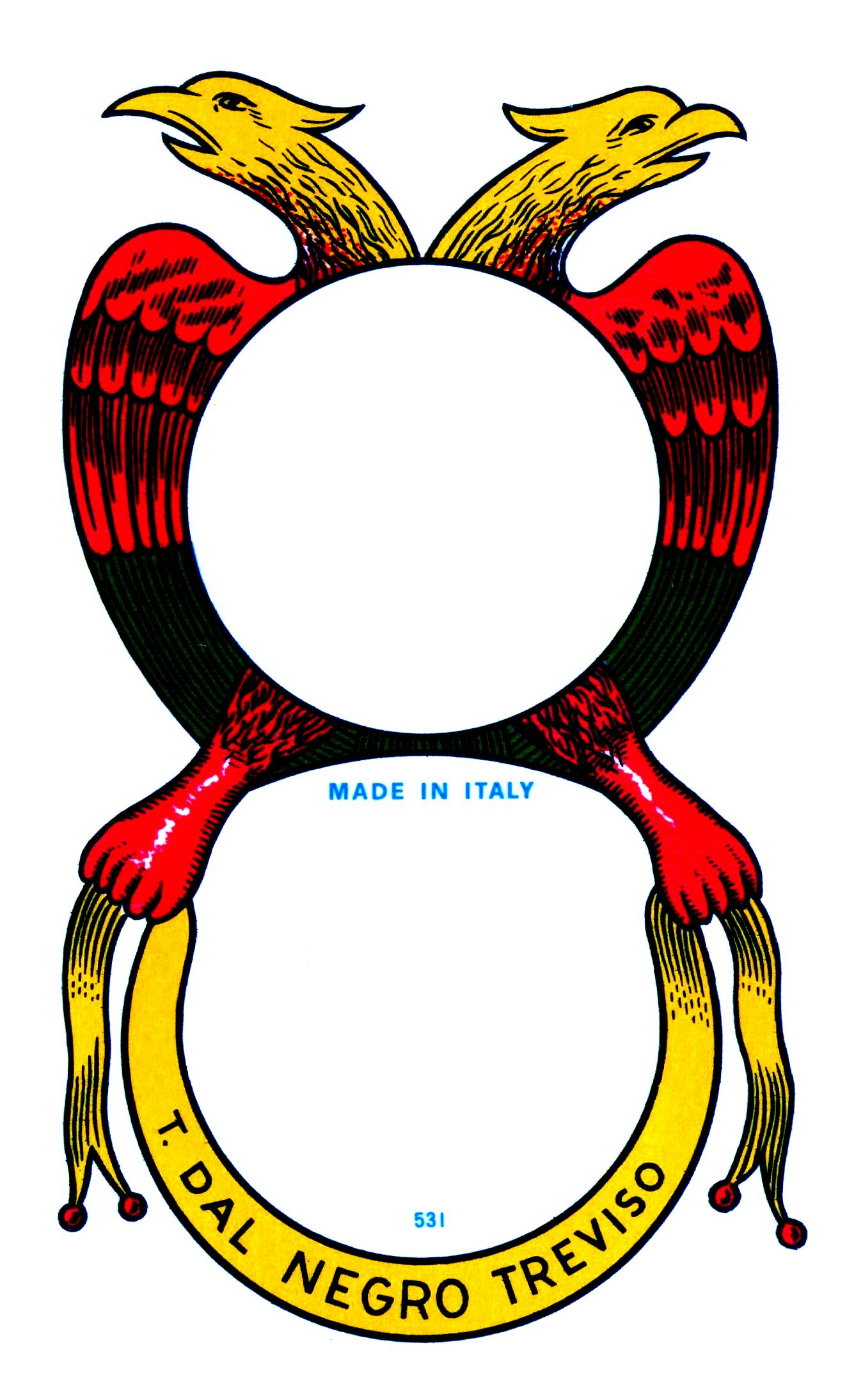
Jedynka monet
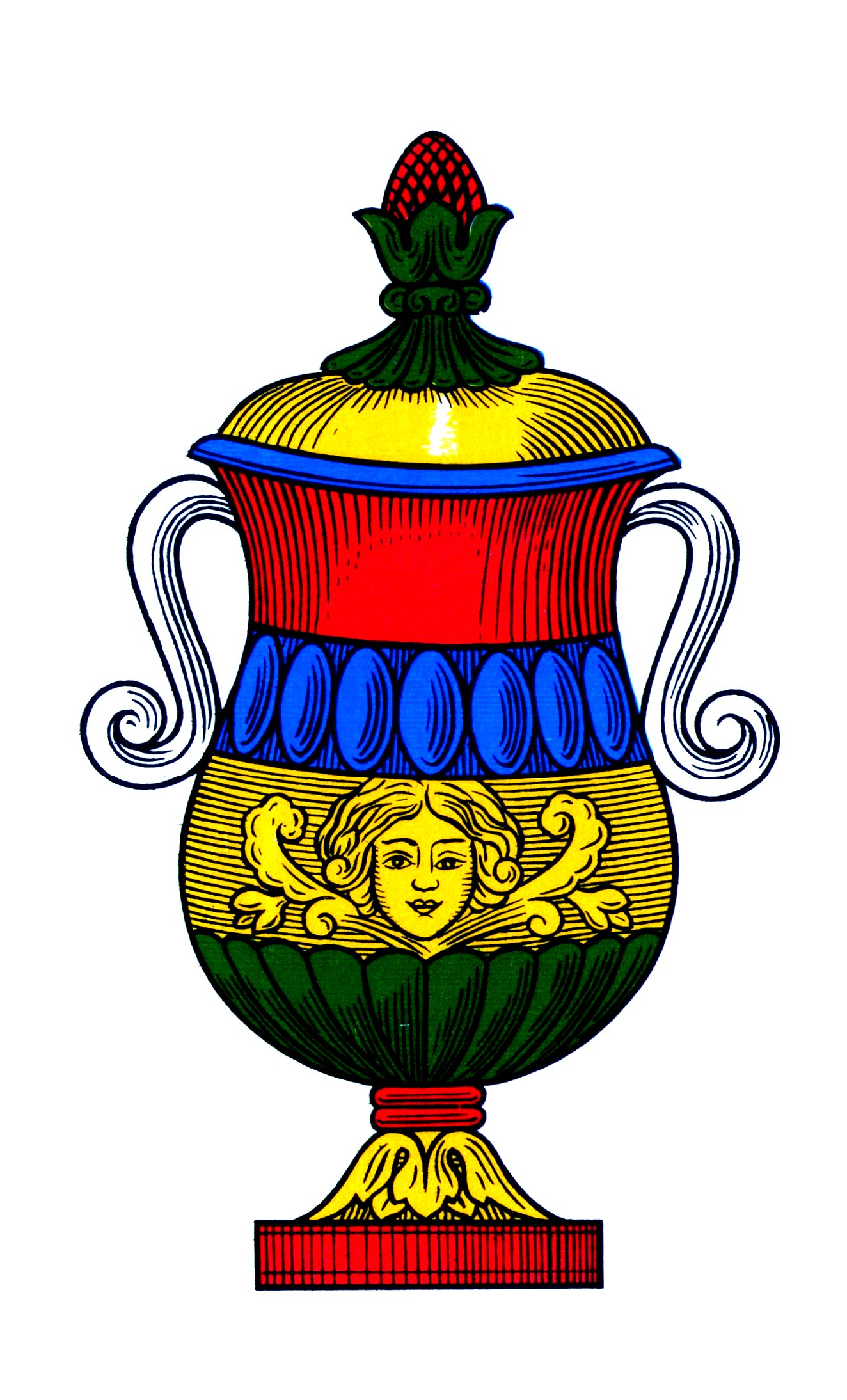
Jedynka kielichów
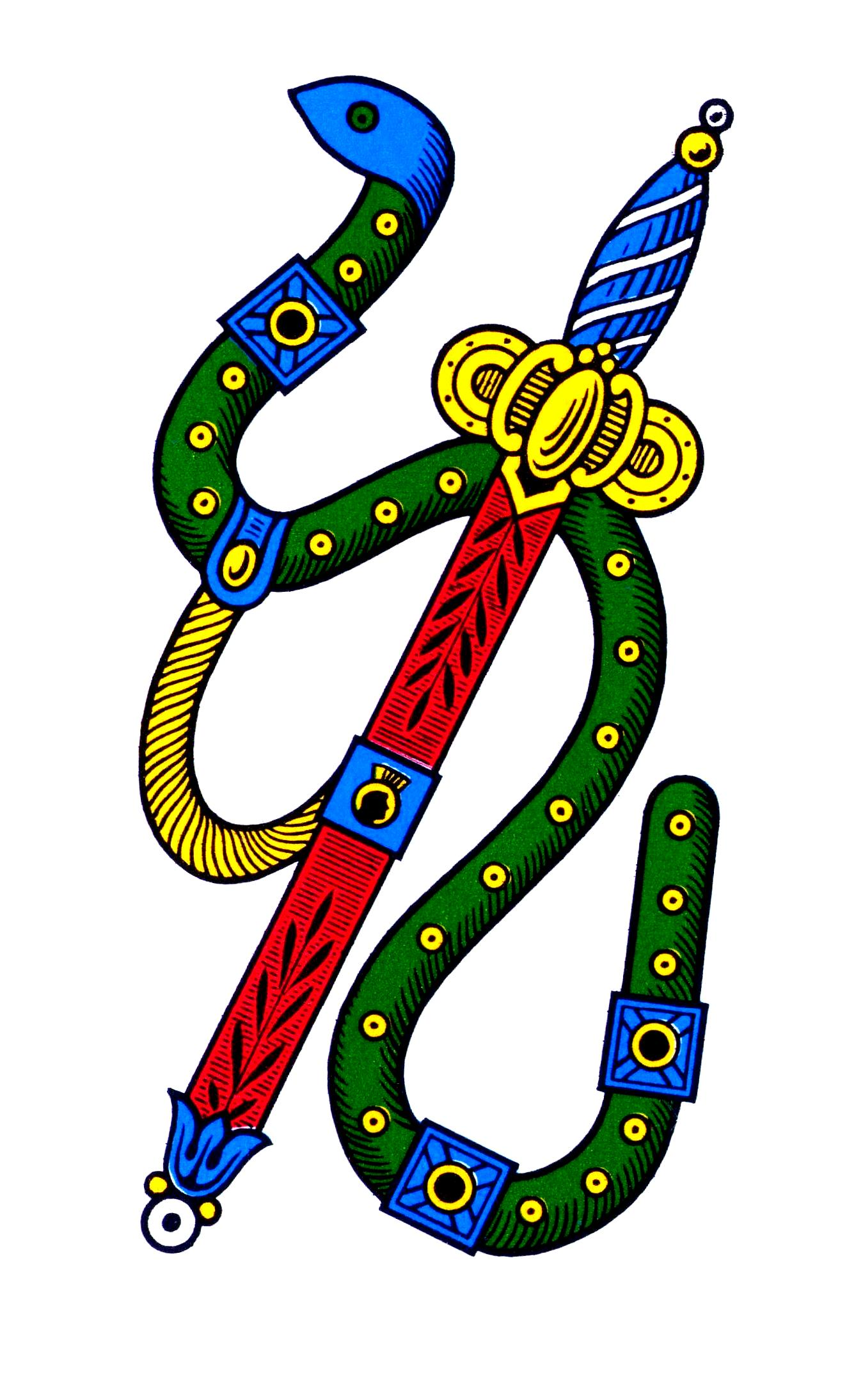
Jedynka mieczy

Ze wzoru katalońskiego

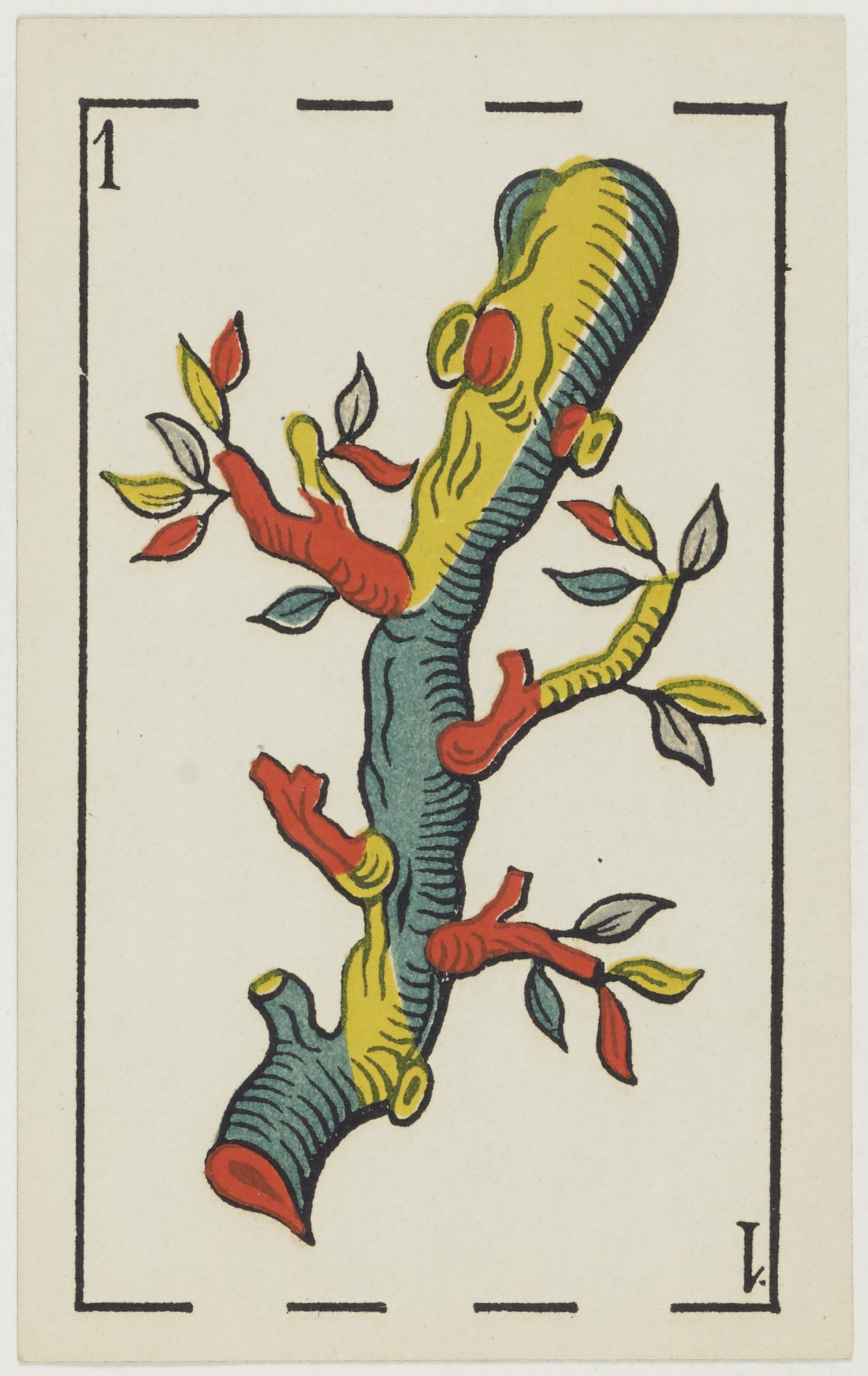
Jedynka maczug
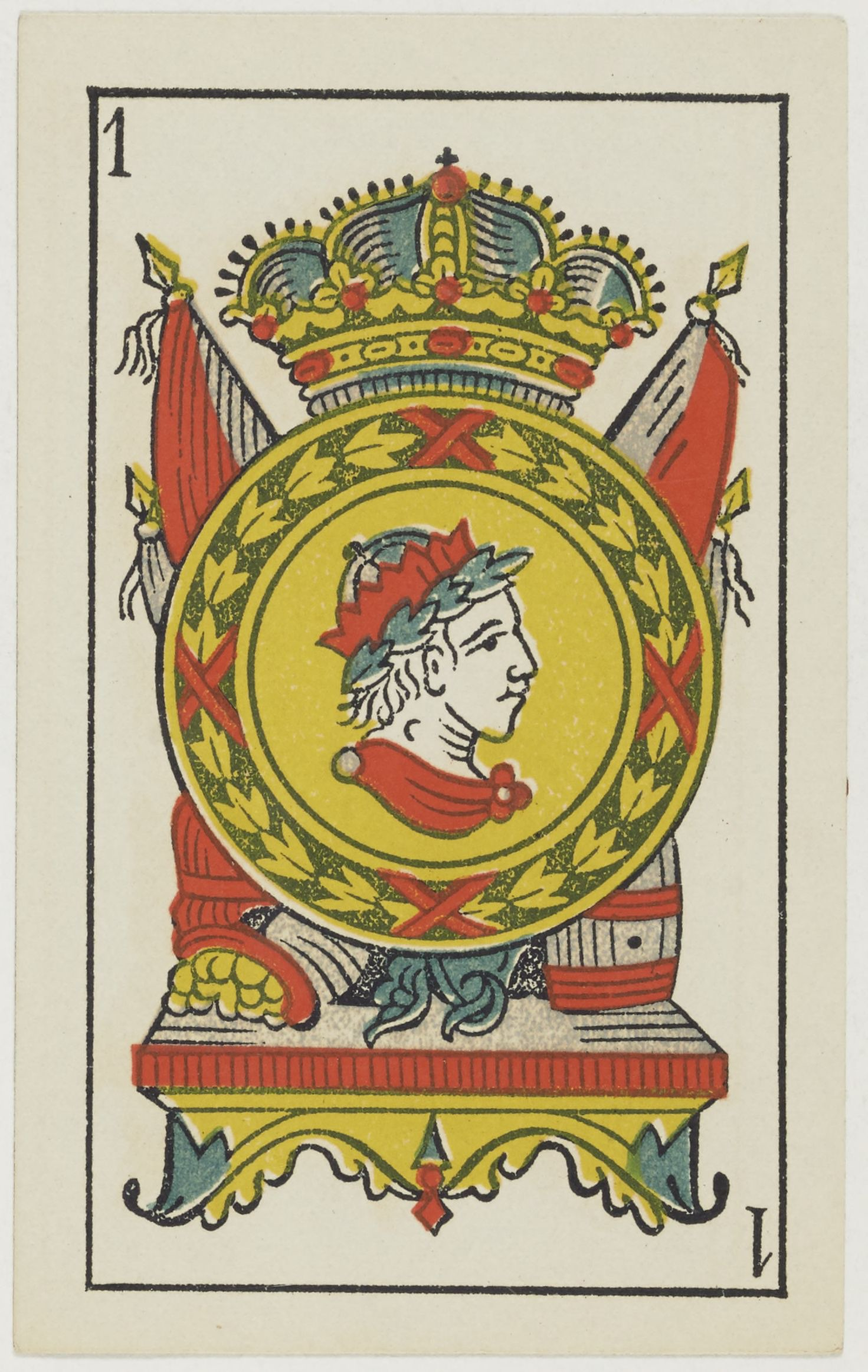
Jedynka monet
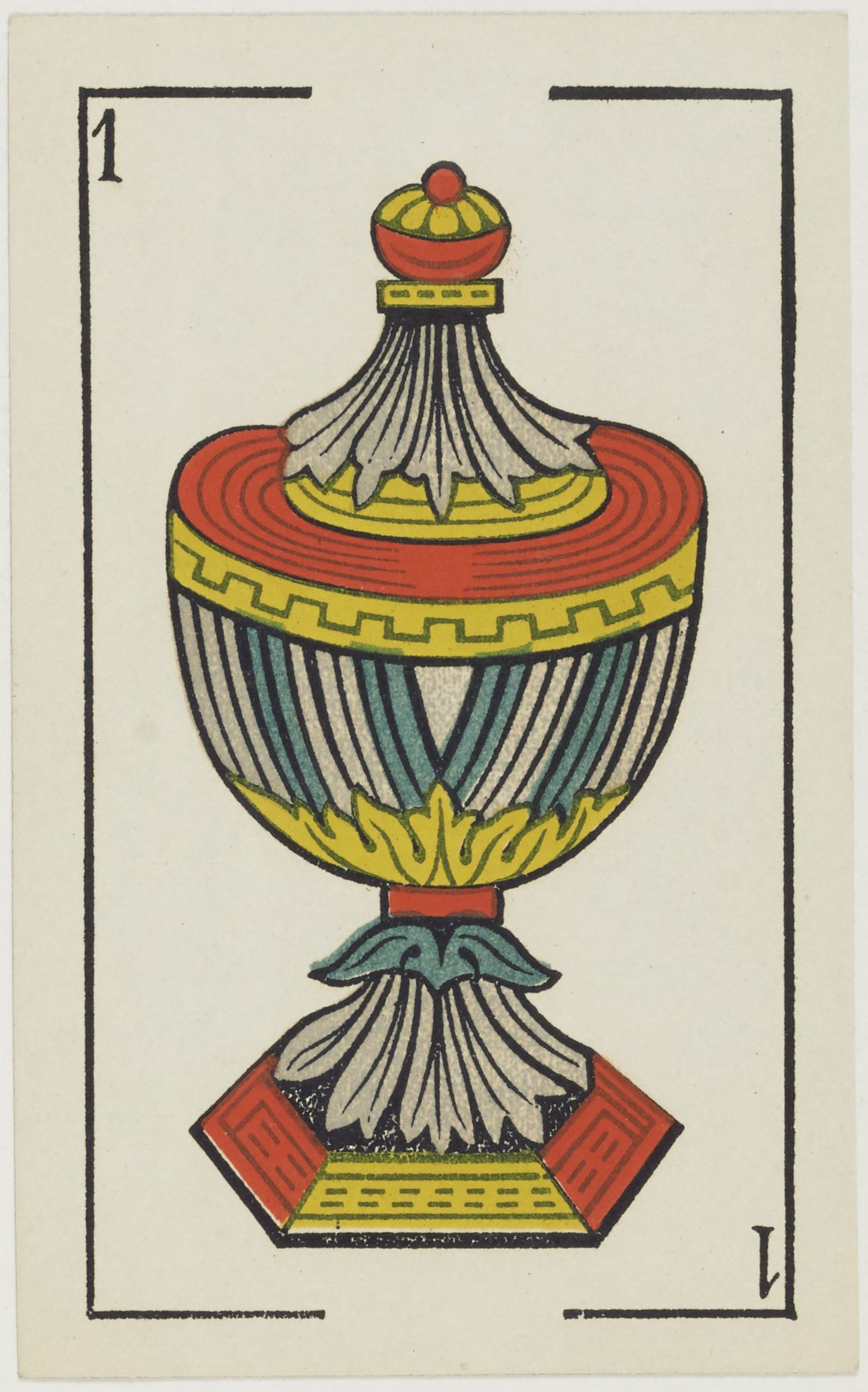
Jedynka kielichów
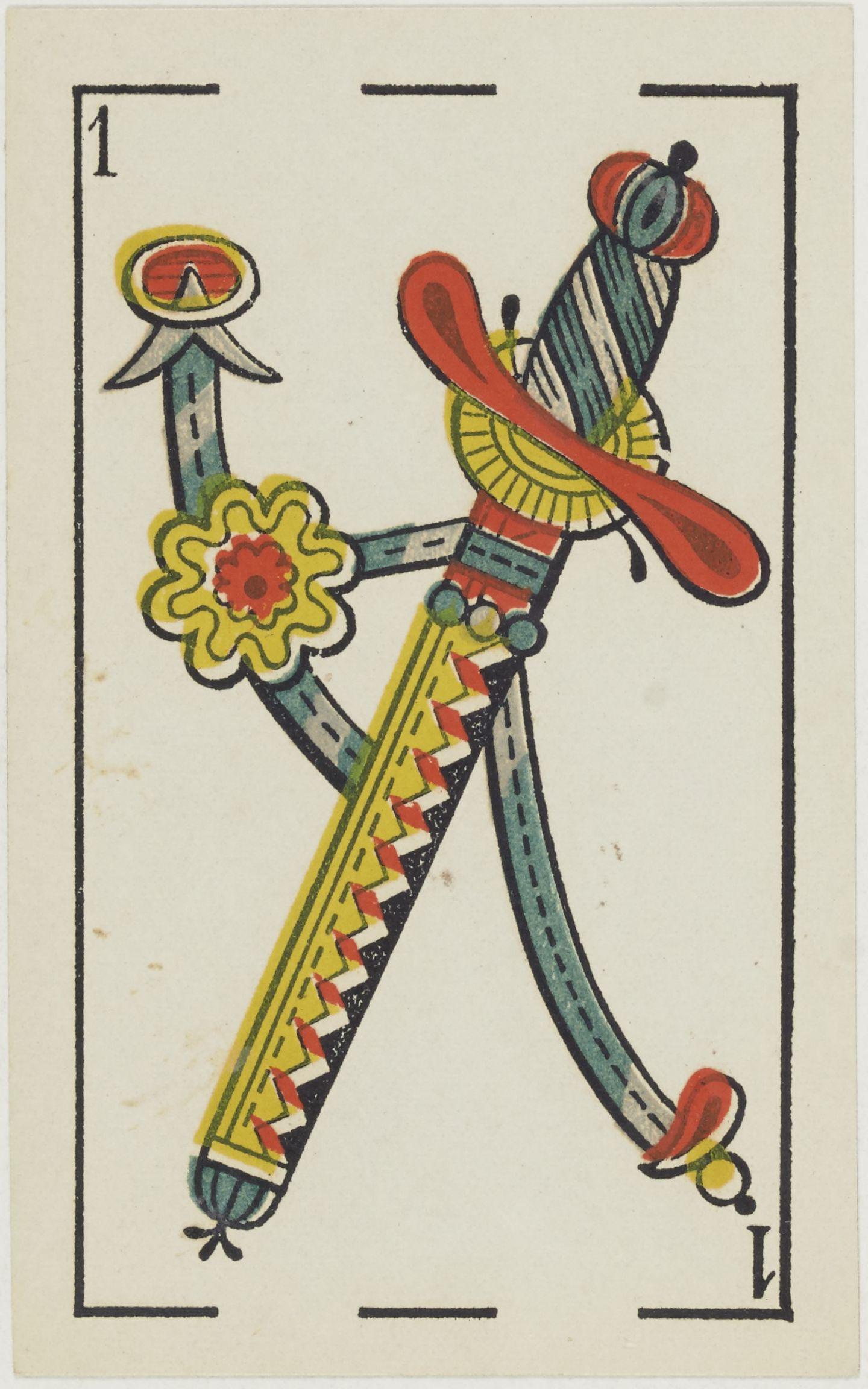
Jedynka mieczy

Z talii Aluette

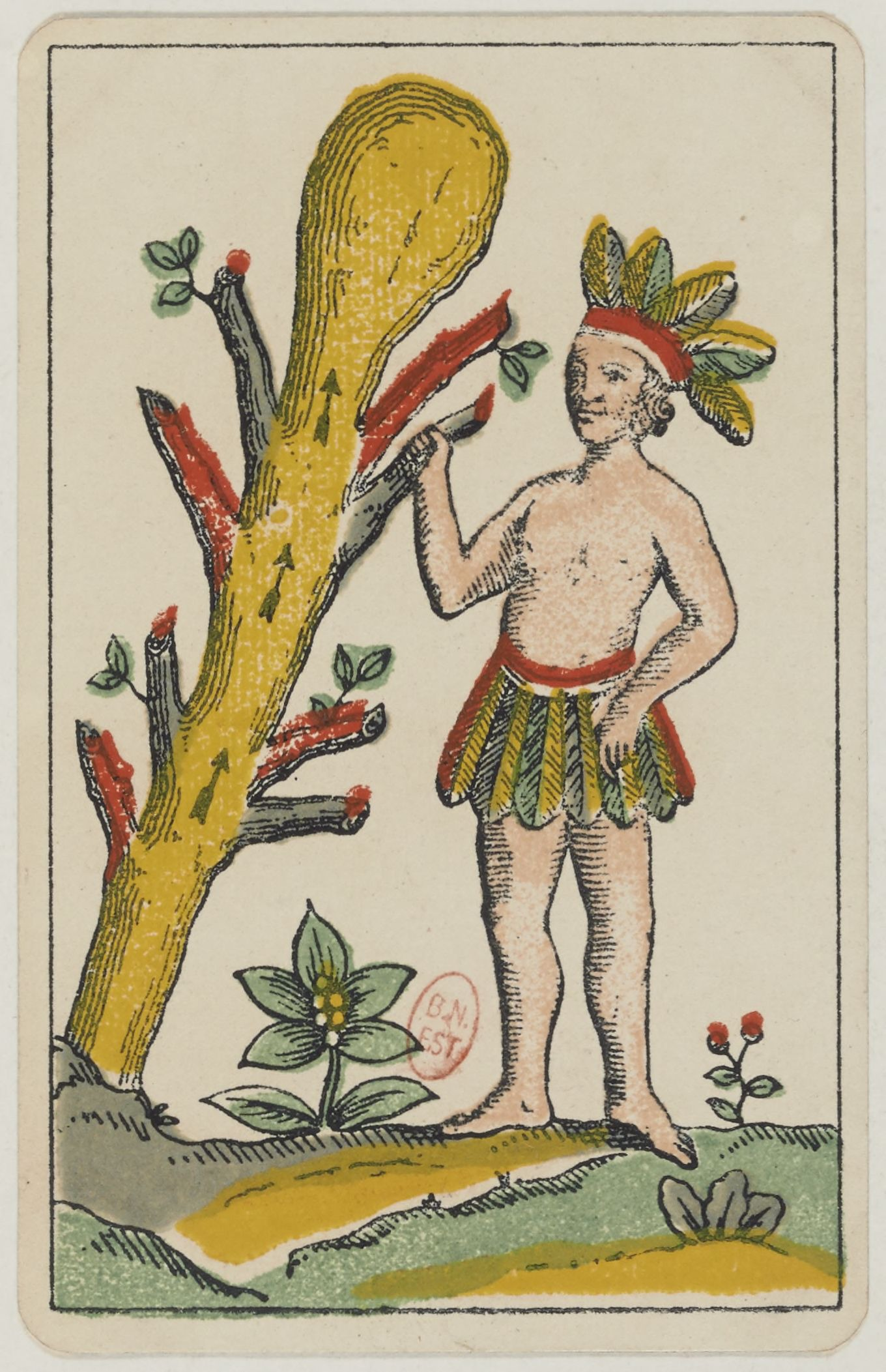
Jedynka maczug
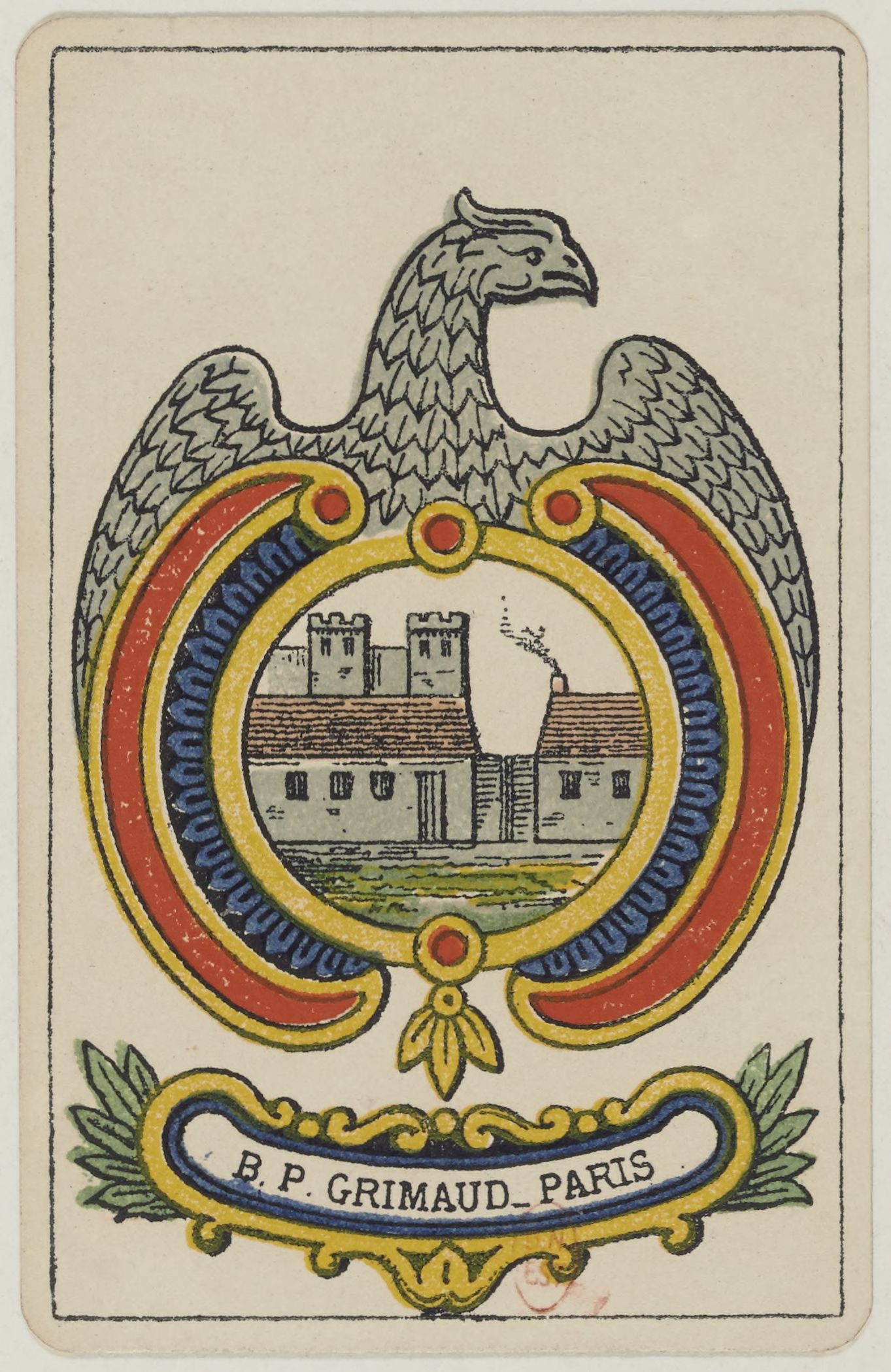
Jedynka monet
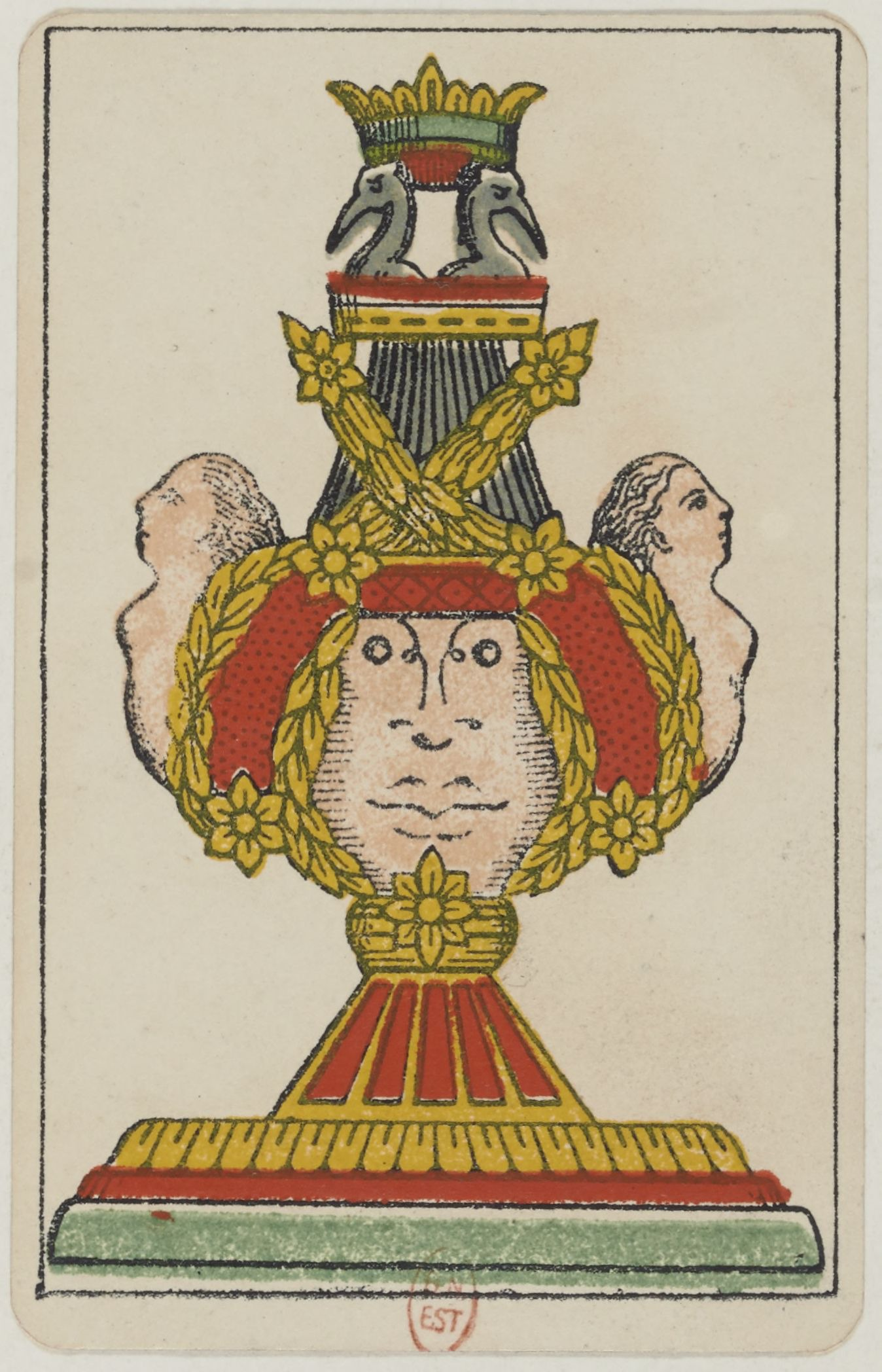
Jedynka kielichów
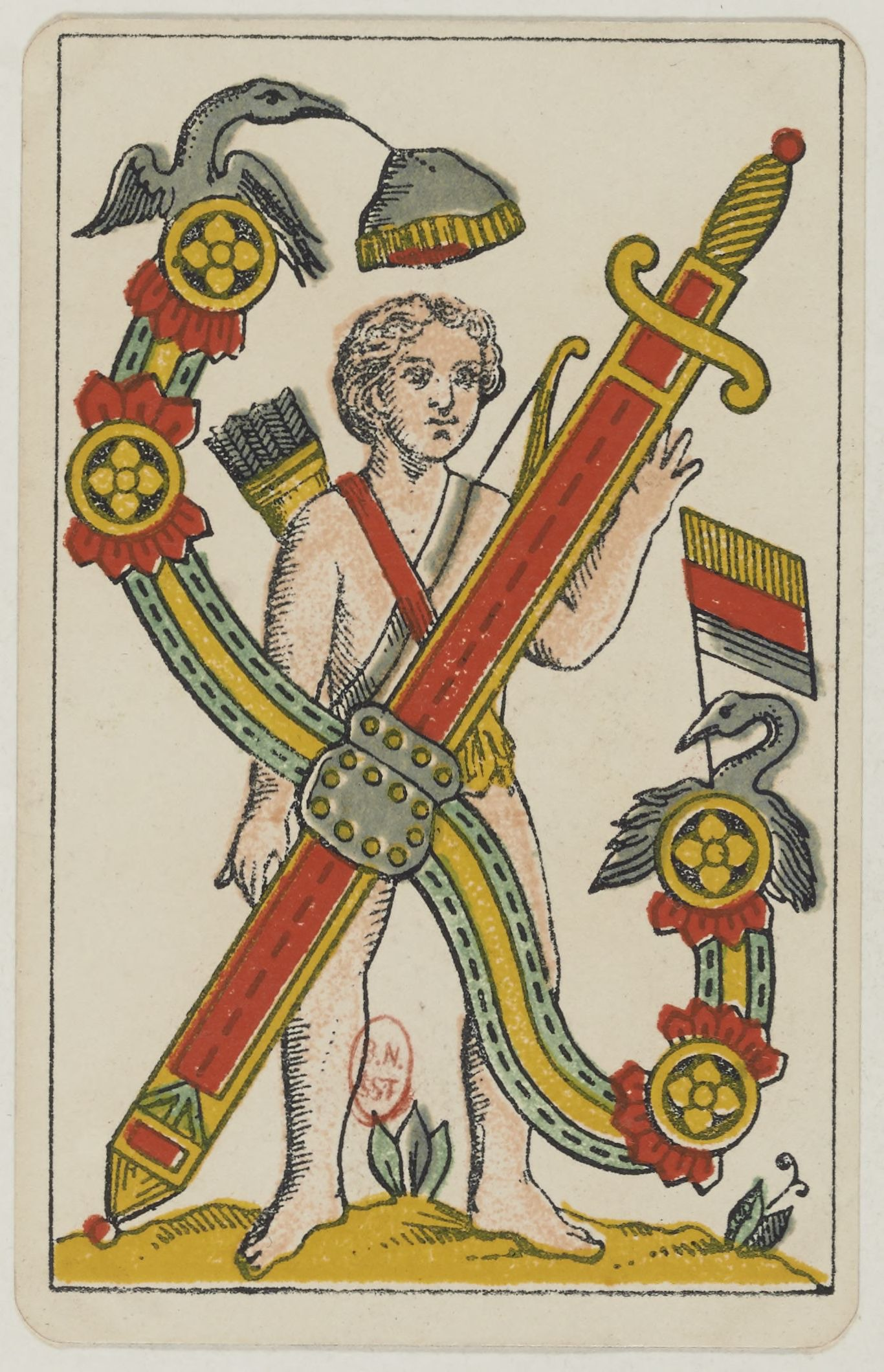
Jedynka mieczy

Ze wzoru rzymskiego

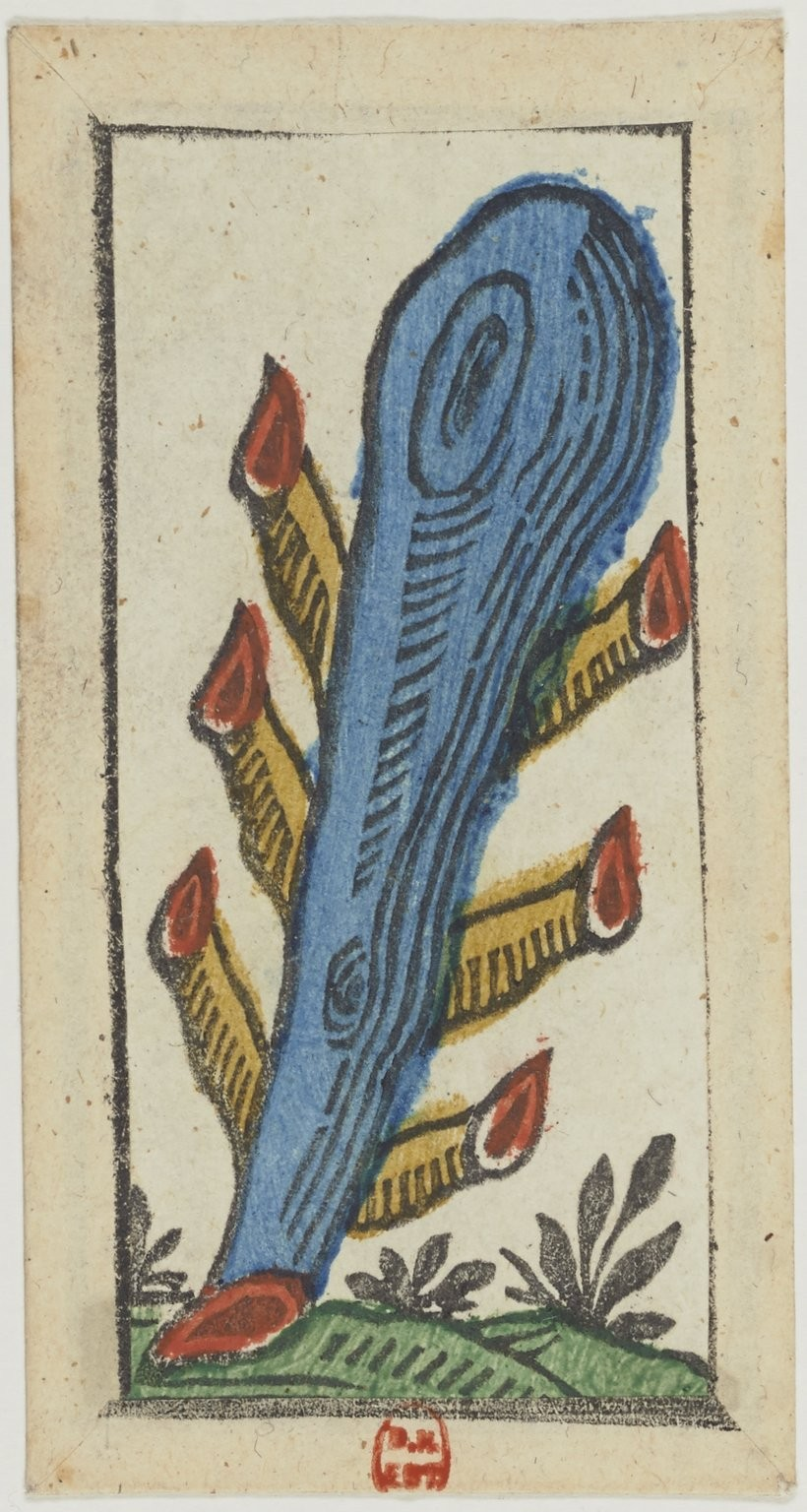
Jedynka maczug
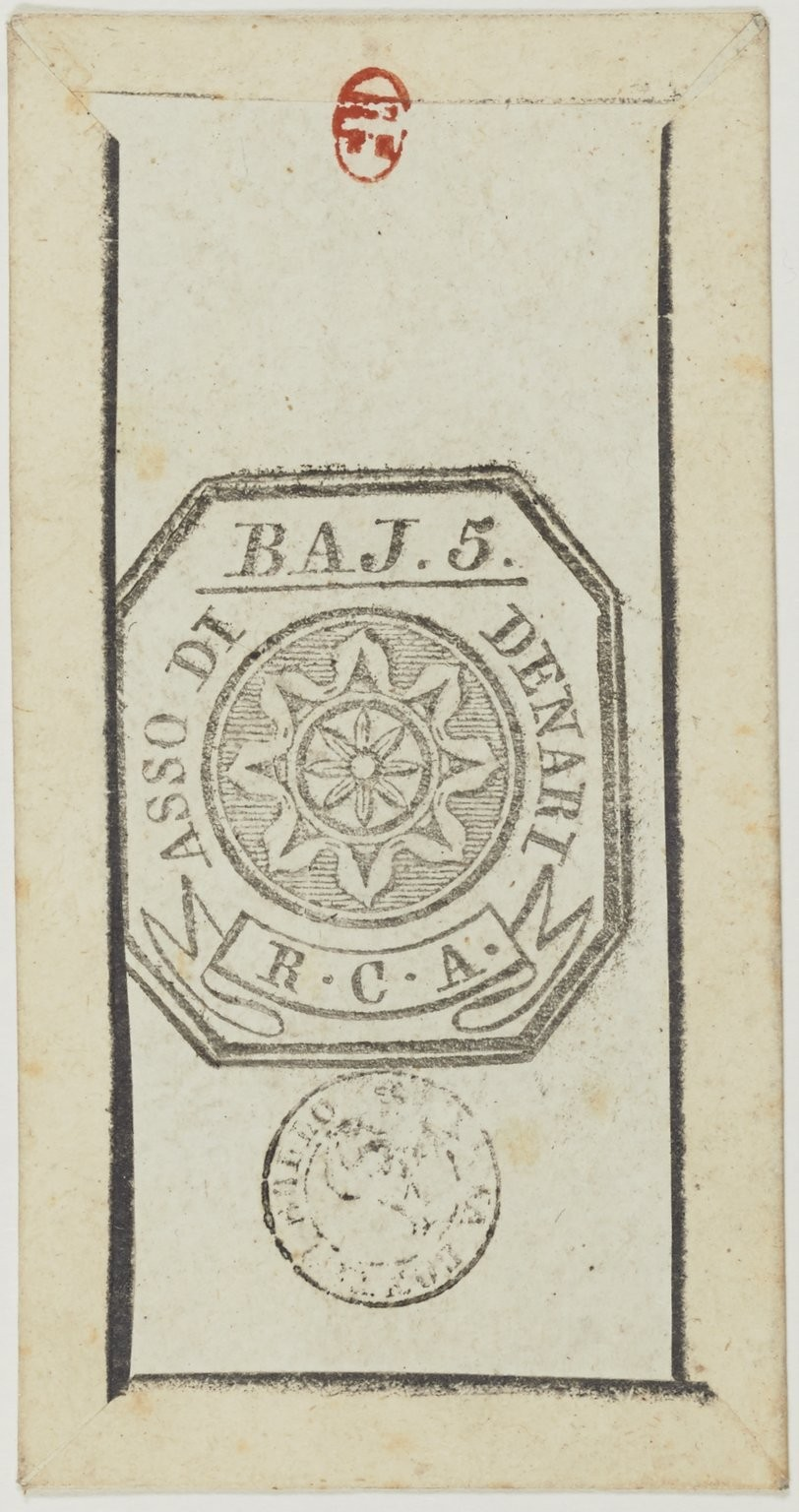
Jedynka monet
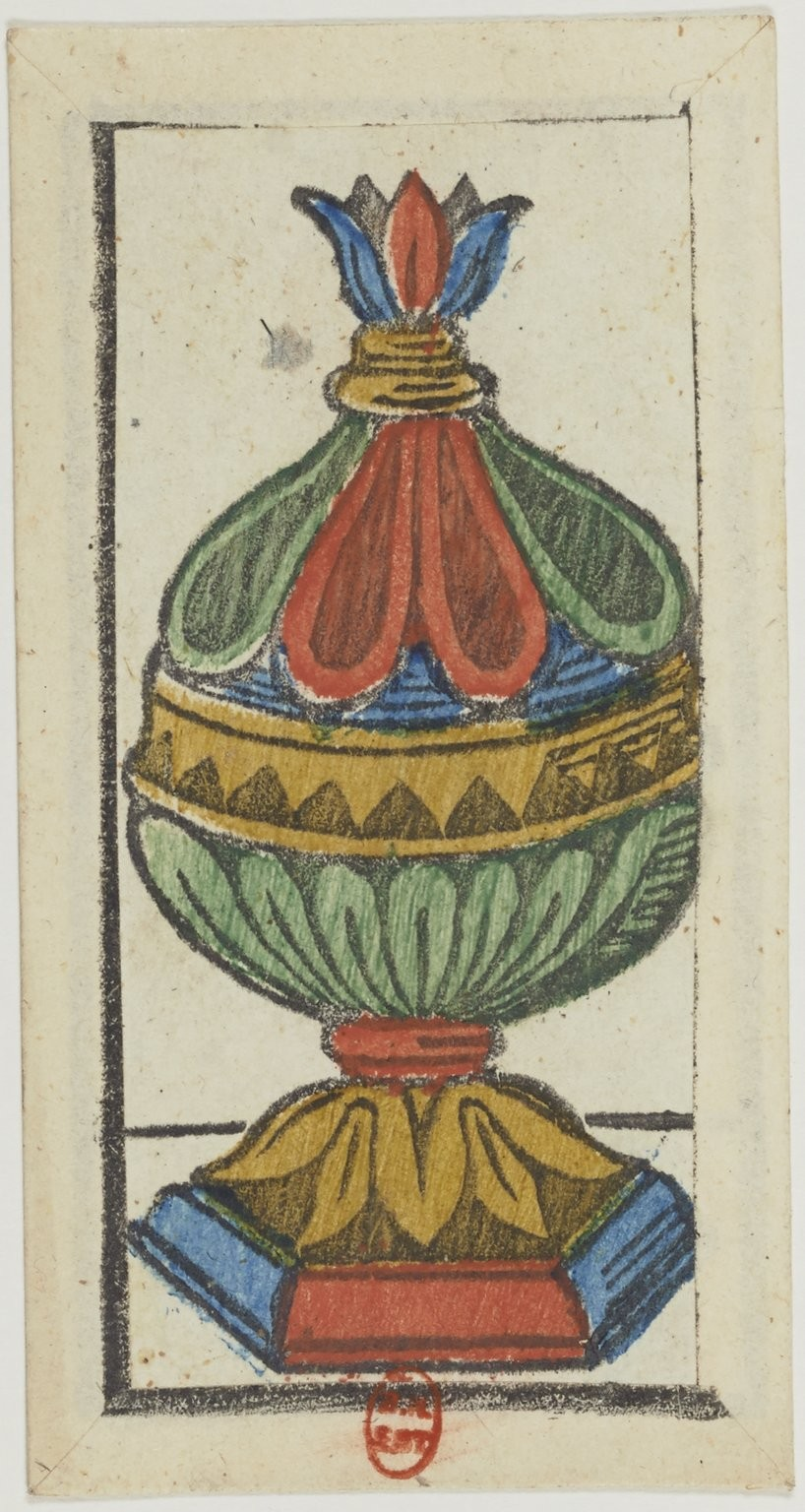
Jedynka kielichów
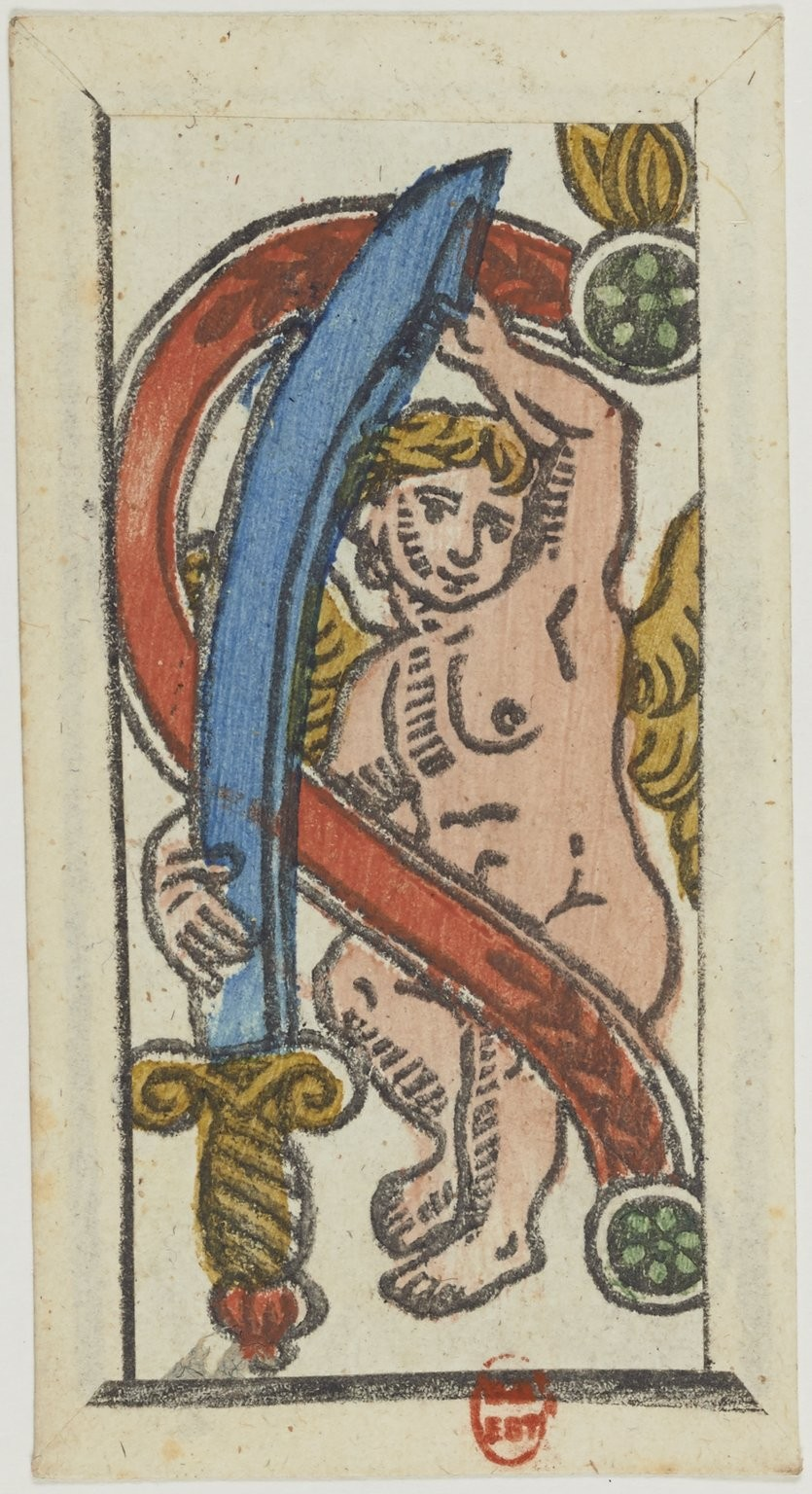
Jedynka mieczy

Ze wzoru GnuBond

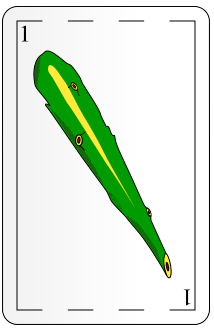
Jedynka maczug
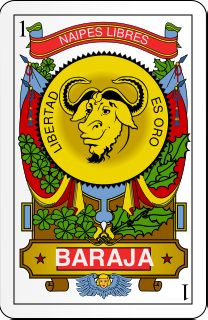
Jedynka monet
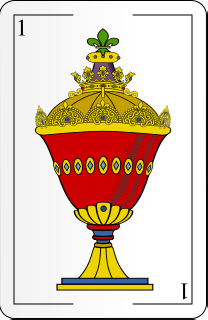
Jedynka kielichów
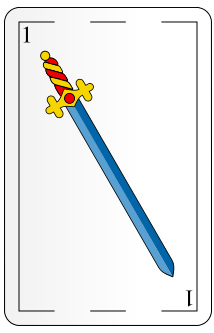
Jedynka mieczy